# Biserica reformată din Aluniș

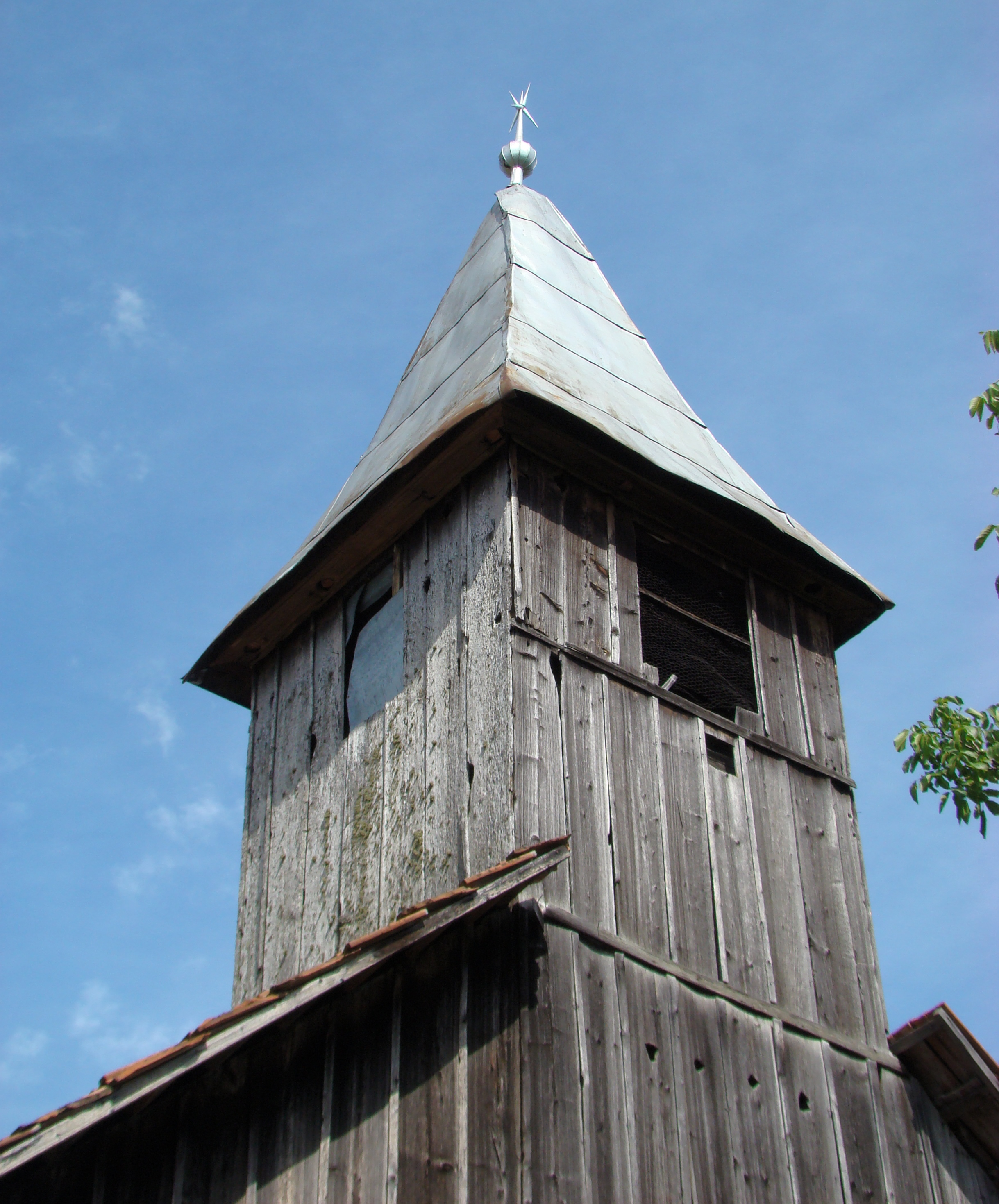
Turnul-clopotniță din lemn

Biserica reformată din Aluniș este un monument istoric aflat pe teritoriul satului Aluniș, comuna Aluniș.

## Localitatea
Aluniș (în maghiară Kecsed) este satul de reședință al comunei cu același nume din județul Cluj, Transilvania, România. Prima menționare documentară a satului Aluniș este din anul 1279 sub numele de Kecheeth.

## Biserica
Biserica actuală este o mică rămășiță a bisericii romano-catolice Sfânta Margareta, construită în secolul al XV-lea, sanctuarul fostei biserici. Mărimea mare a bisericii originale a arătat importanța familiei nobiliare locale Kecseti. Populația s-a reformat probabil în anii 1550 împreună cu familiile proprietarilor pământului. Biserica gotică imensă a suferit pagube importante în timpul războaielor din secolul al XVII-lea, probabil între 1658 și 1663. În anii 1800 zidurile navei erau încă vizibile.
Sub biserică se află o criptă descoperită. Orga a fost vândută pentru a acoperi costurile unor reparații. În micul turn de lemn se află două clopote. Pe peretele nordic al bisericii se află o placă de mormânt din marmură de la începutul secolului al XVII-lea.

## Imagini din exterior

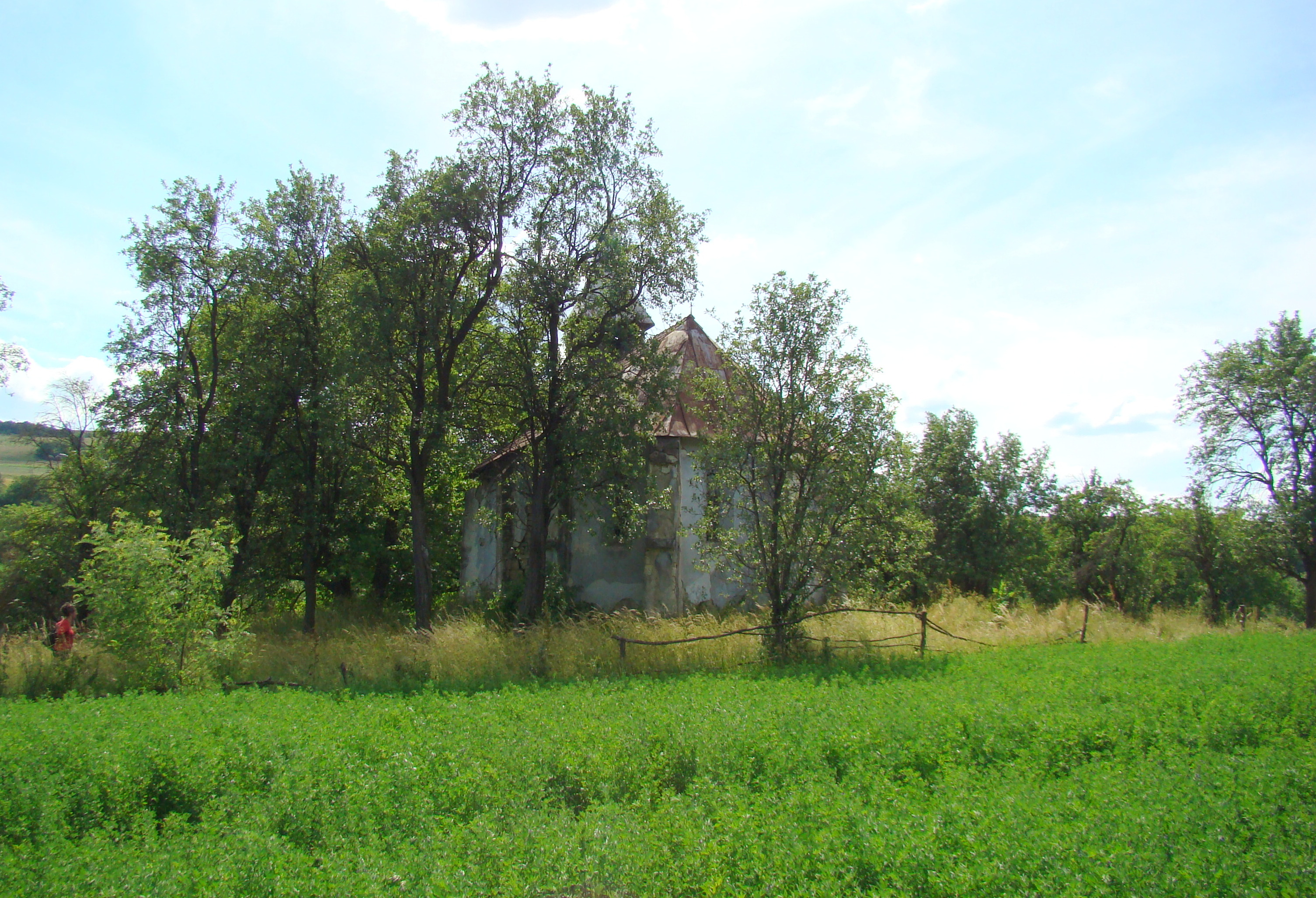
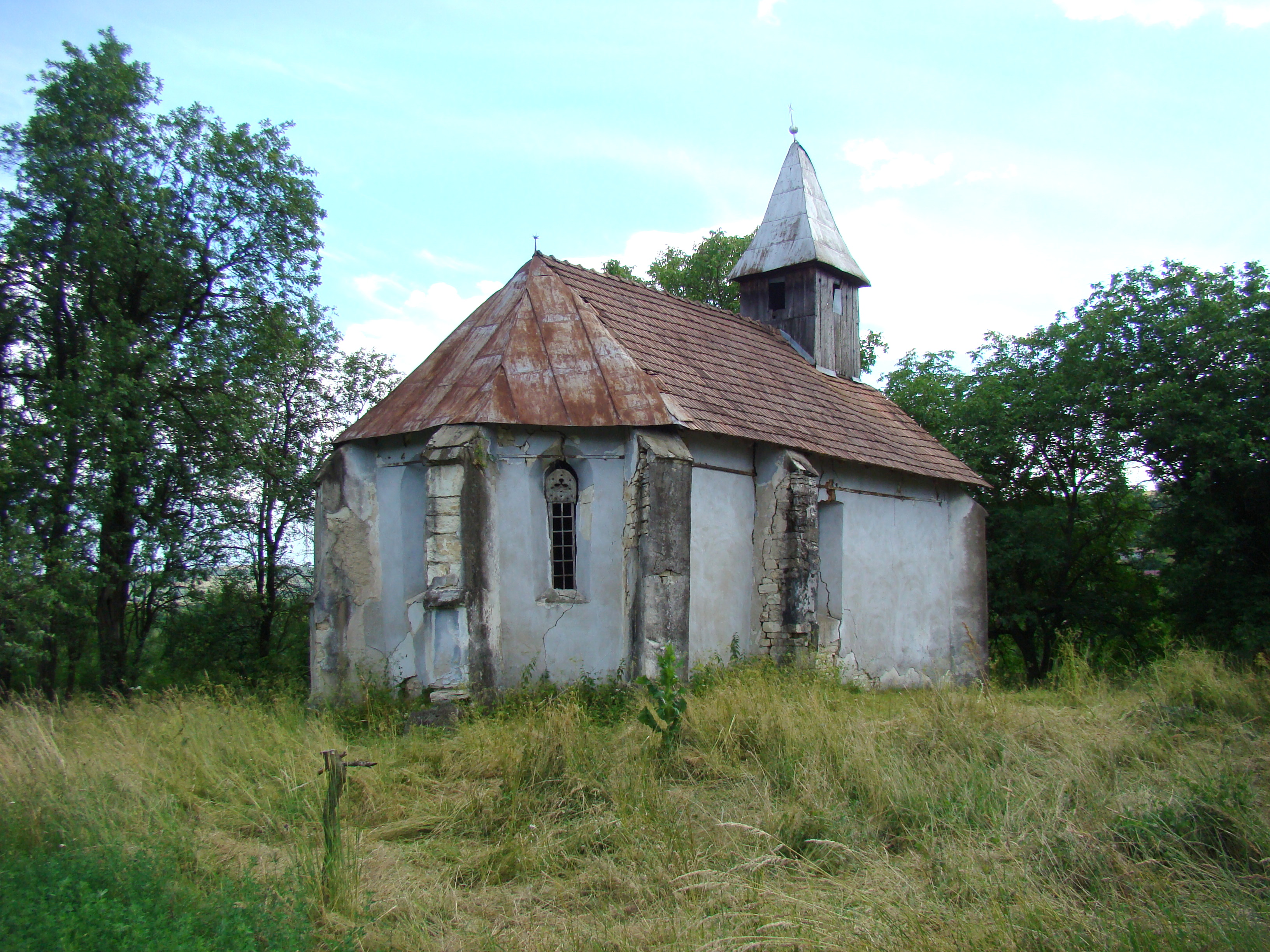
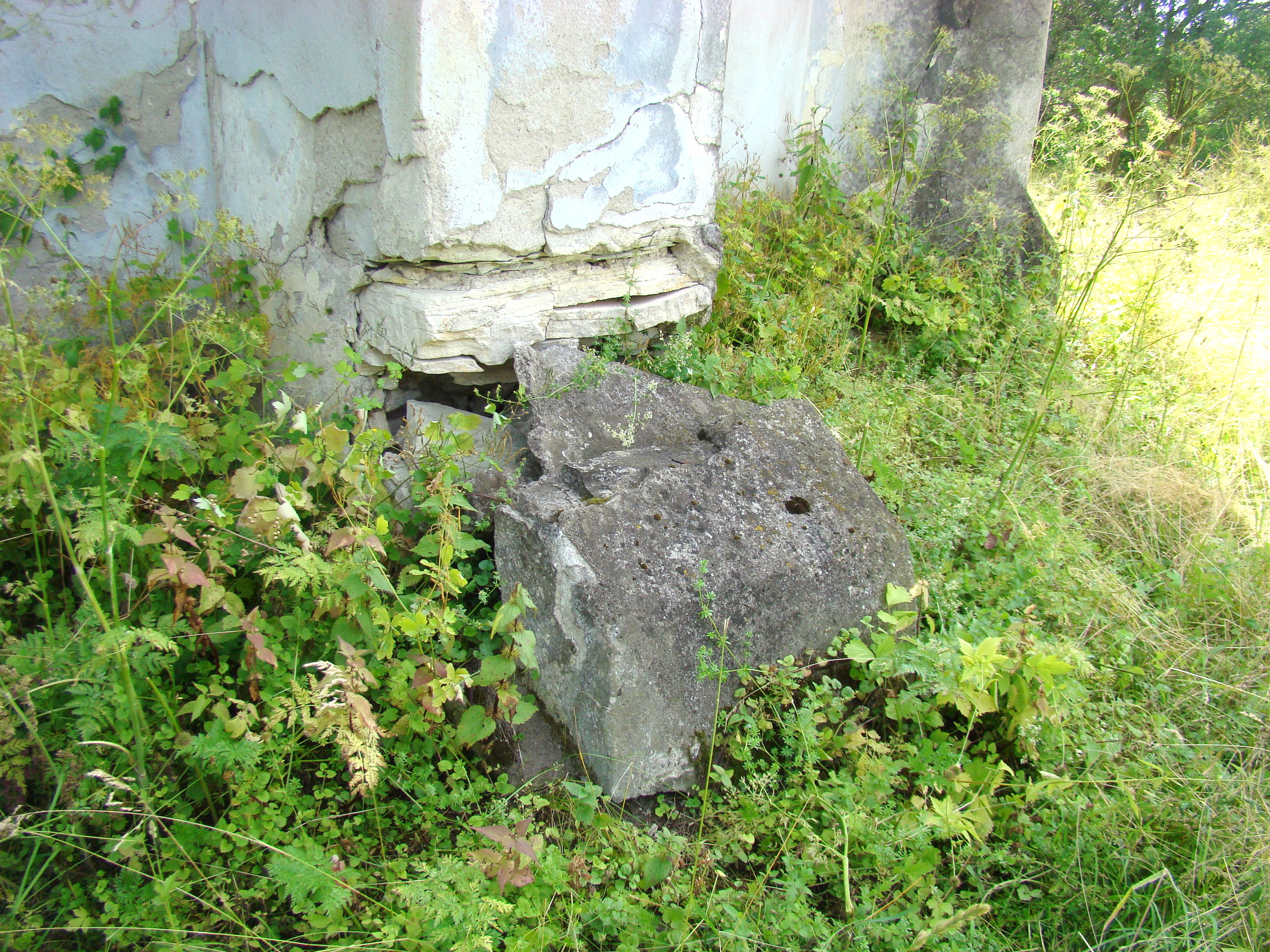
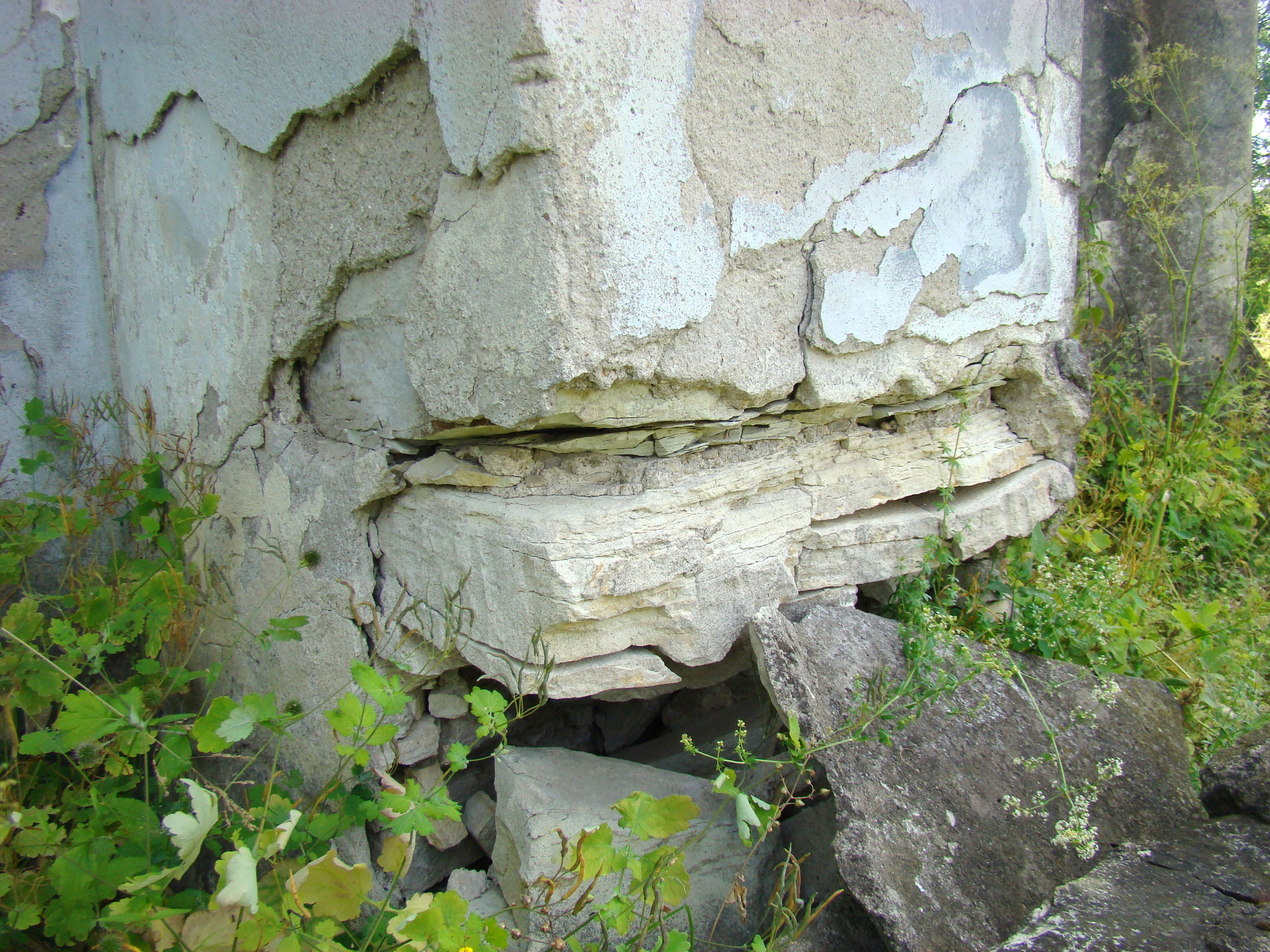
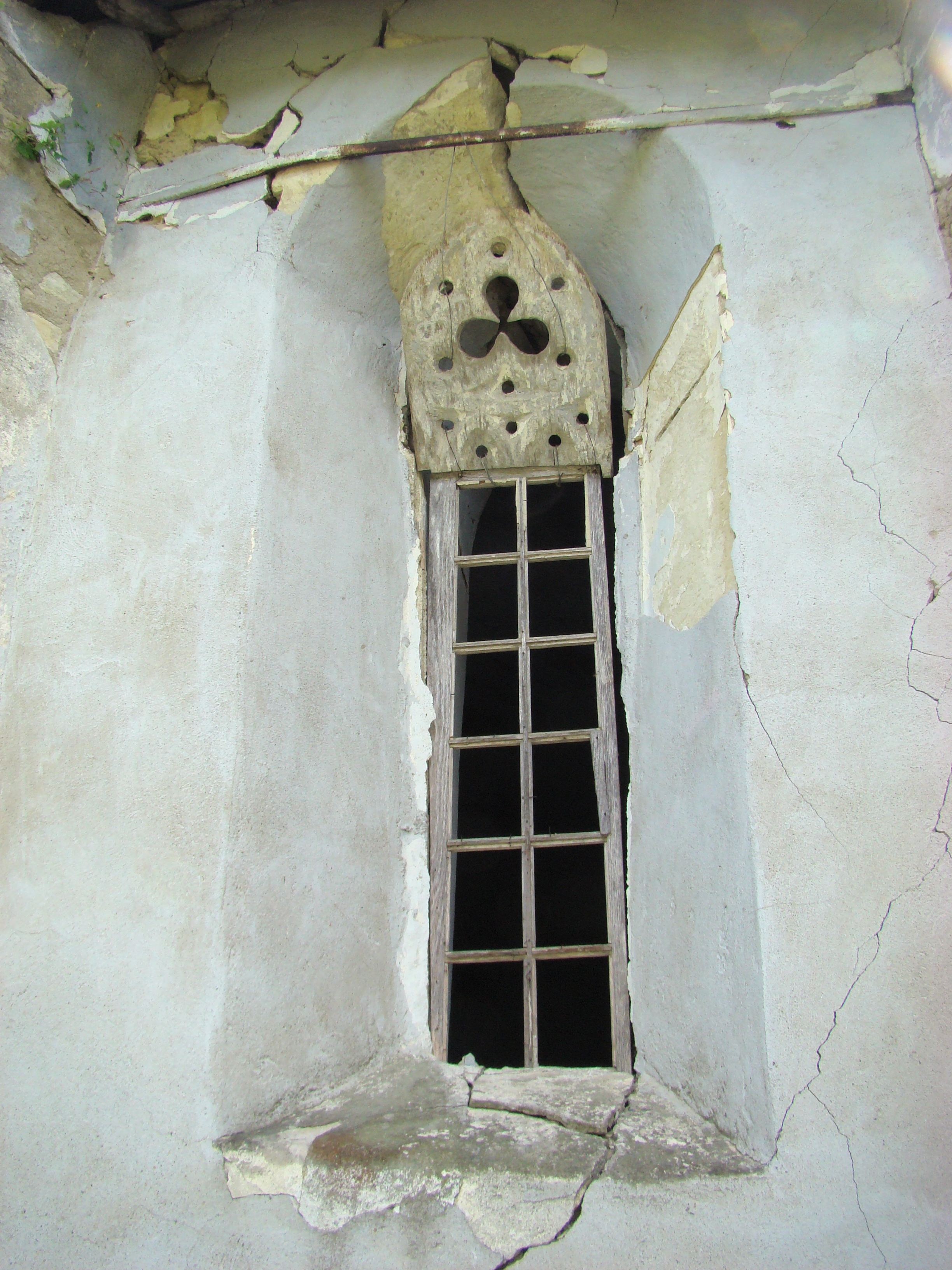
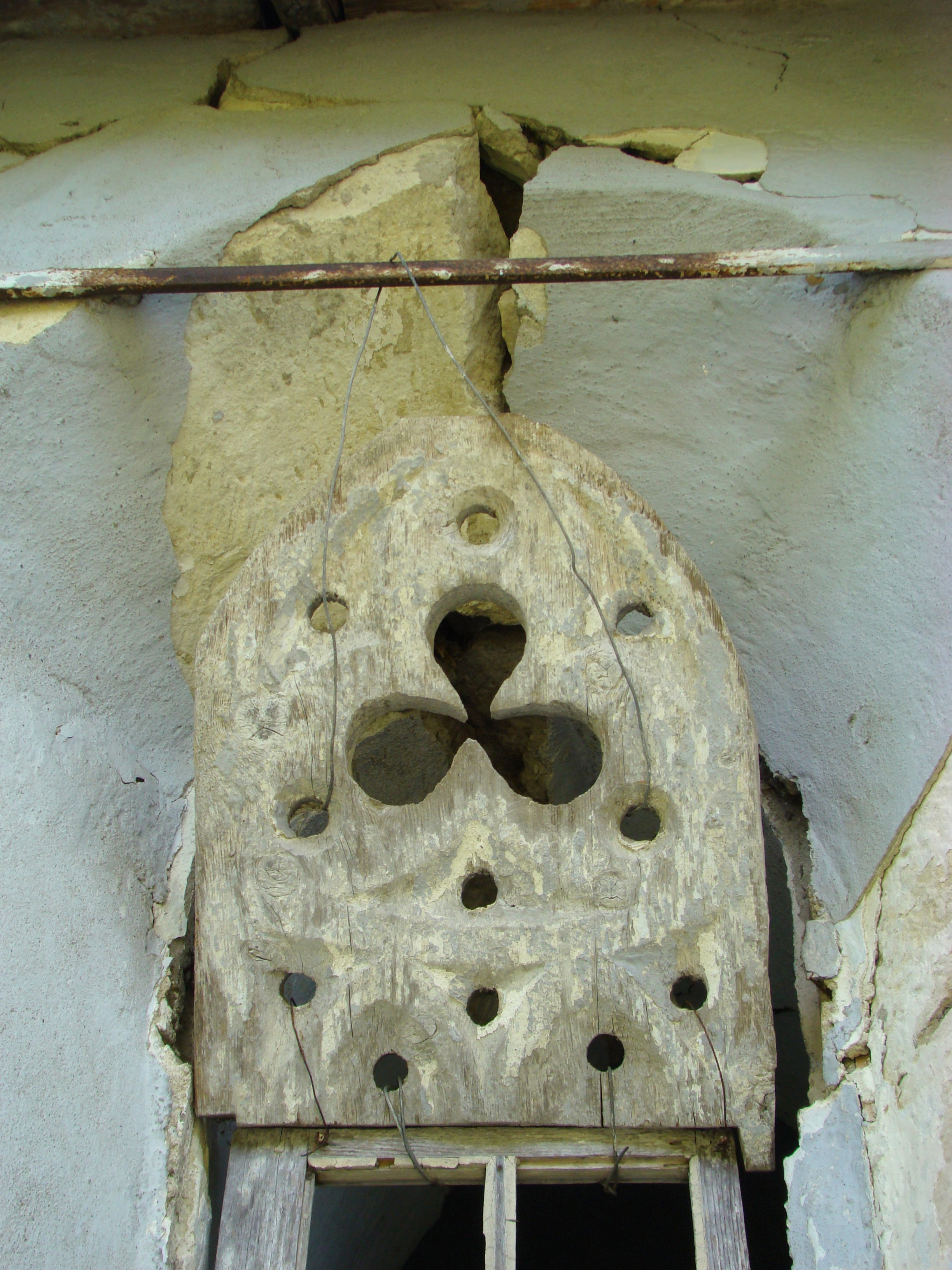
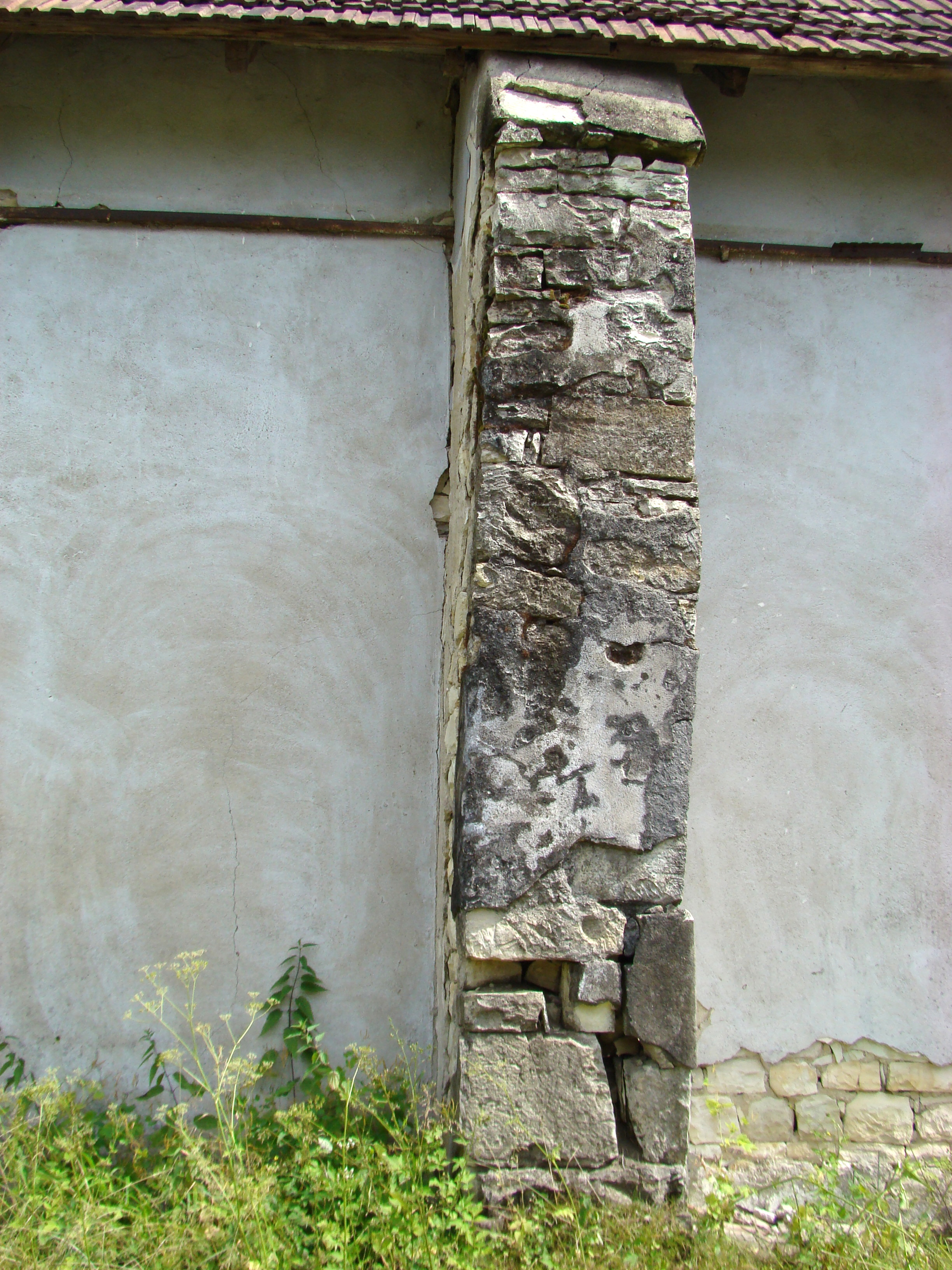
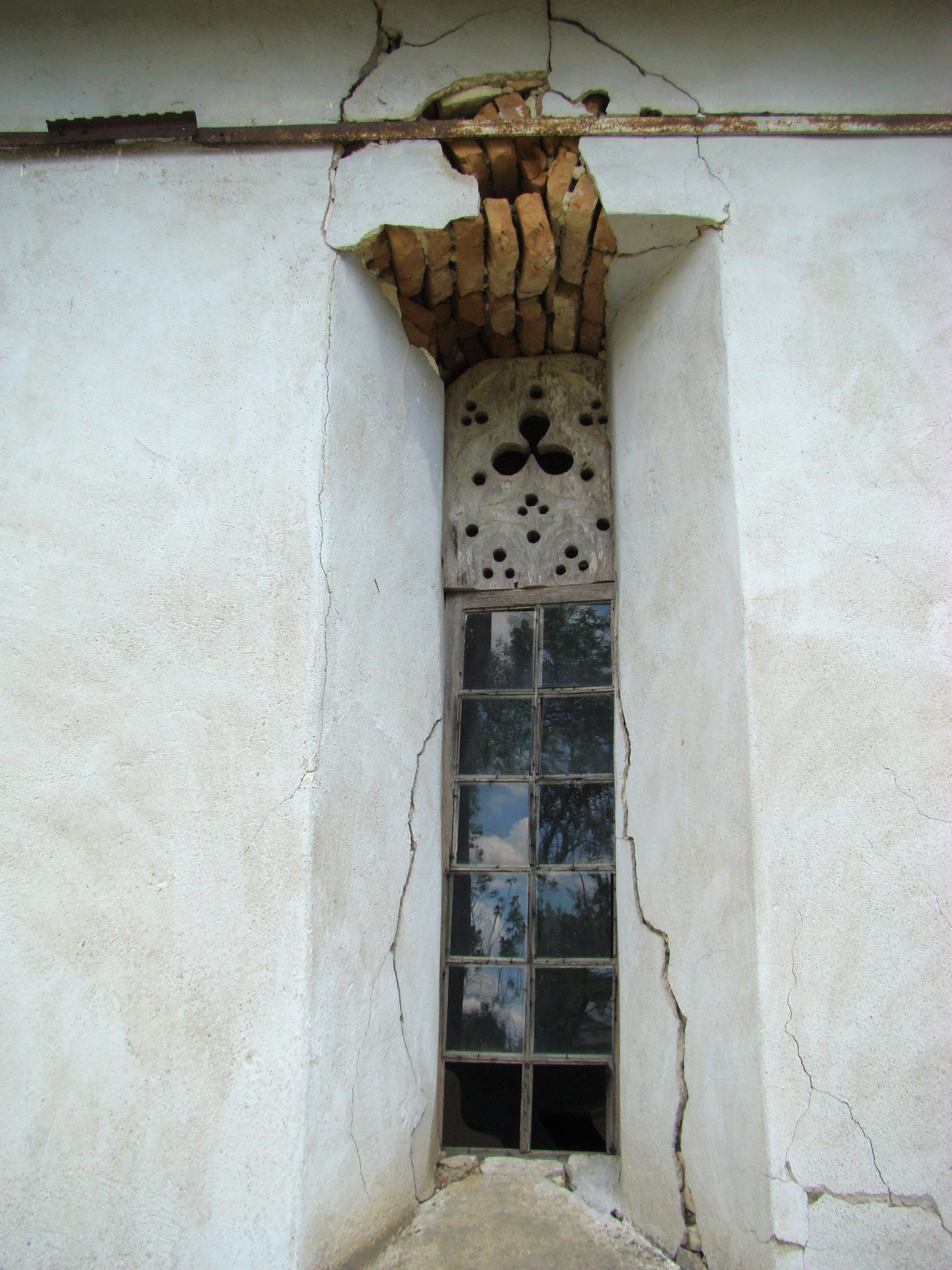
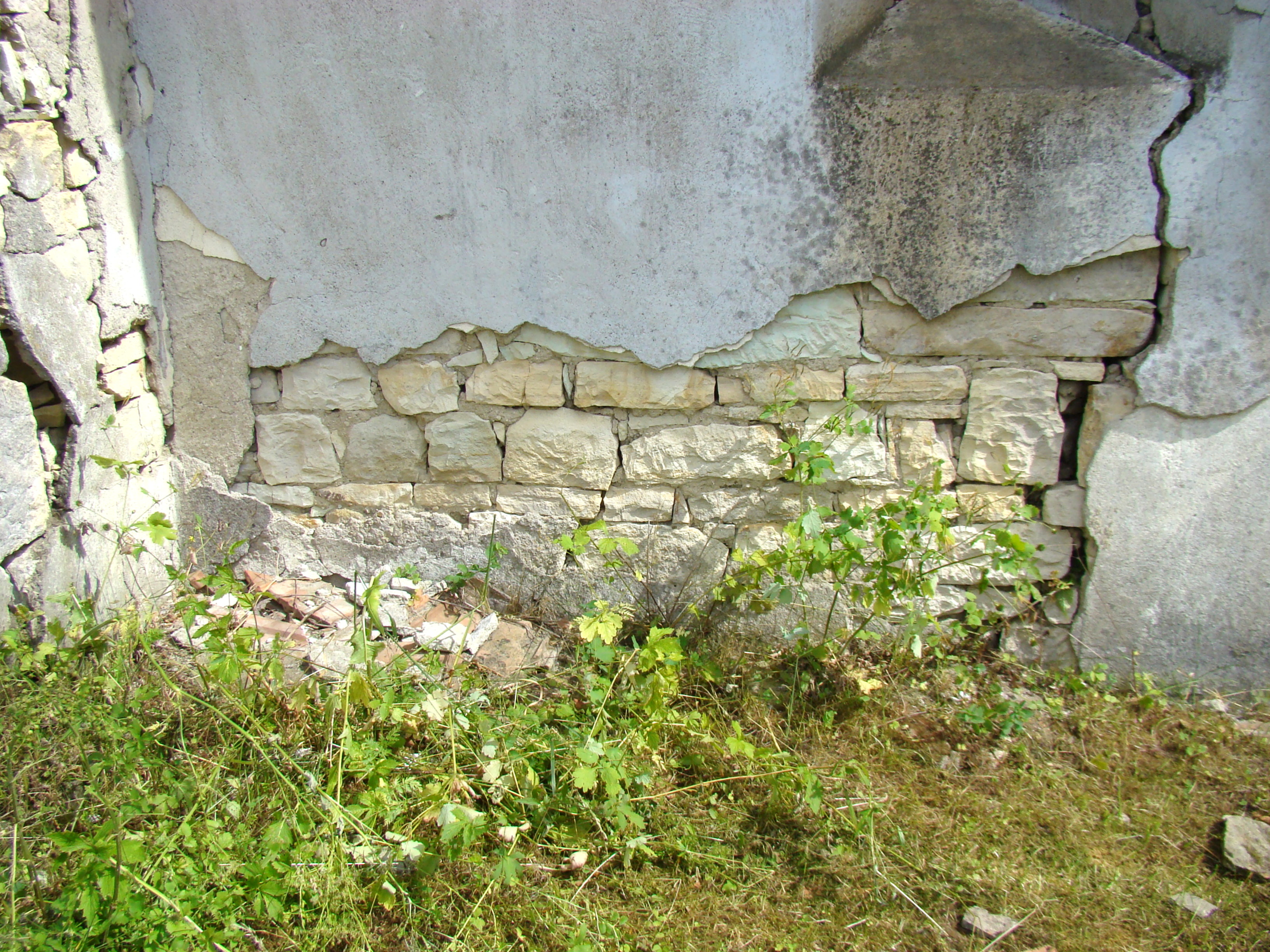
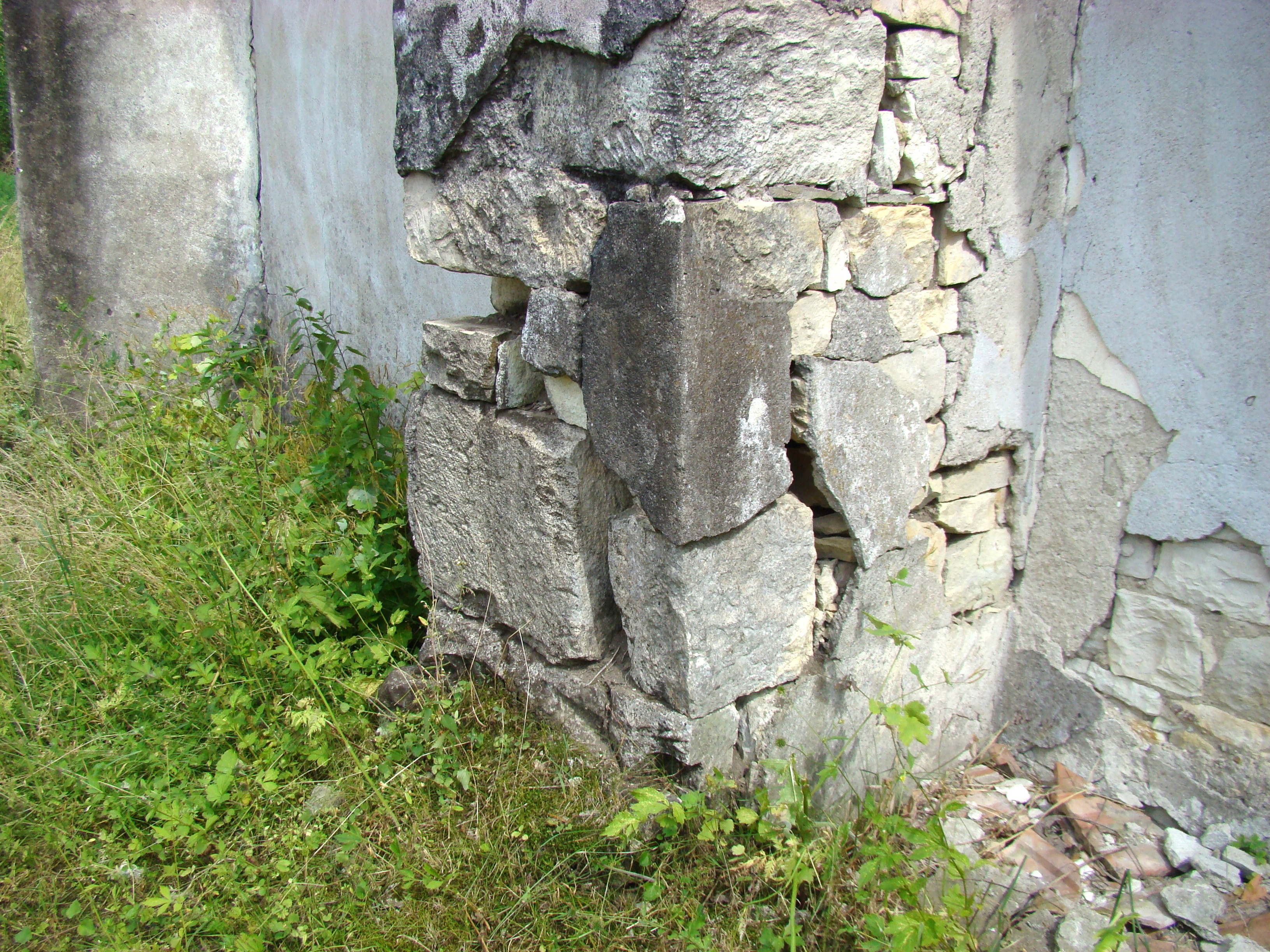
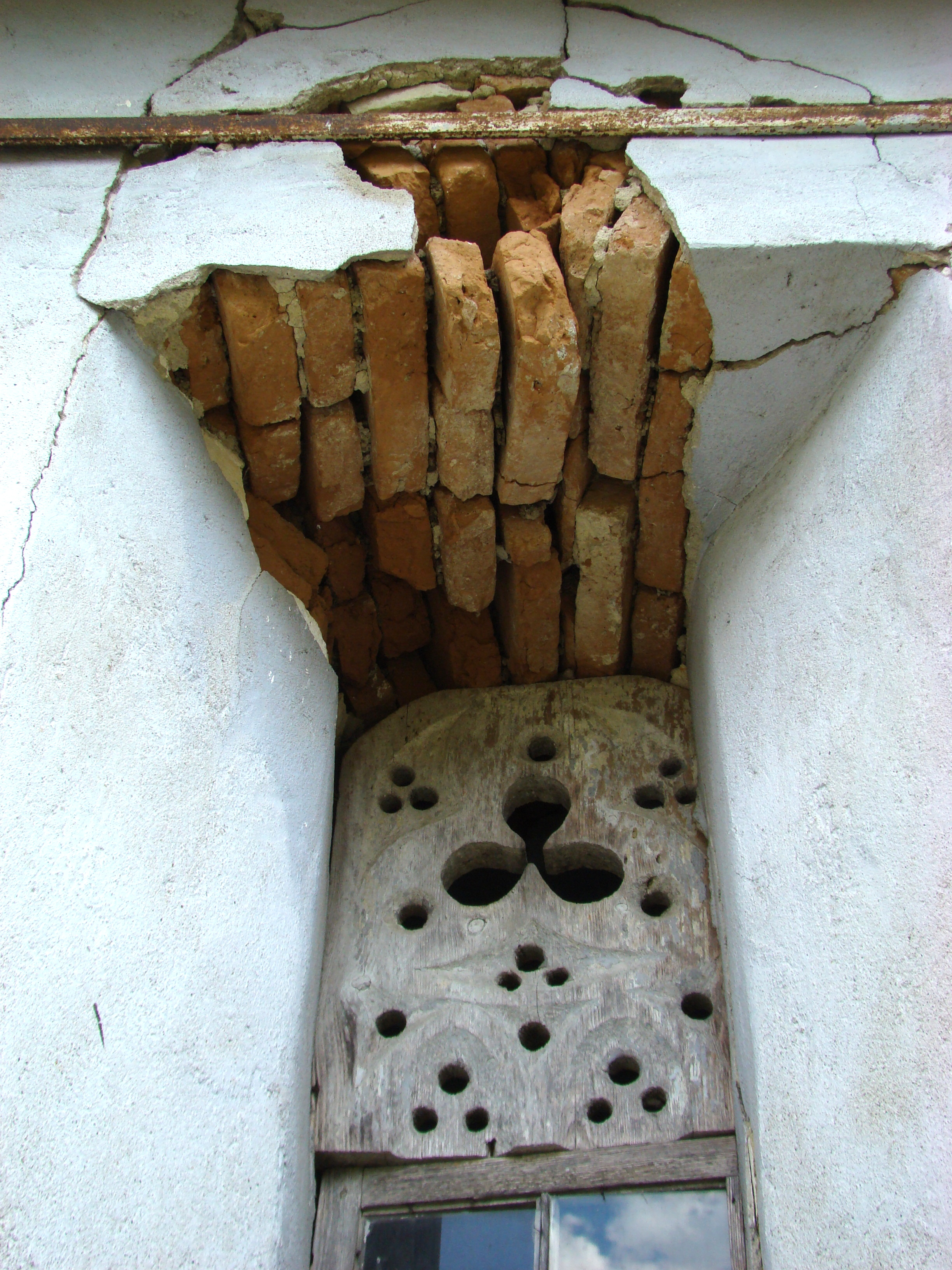
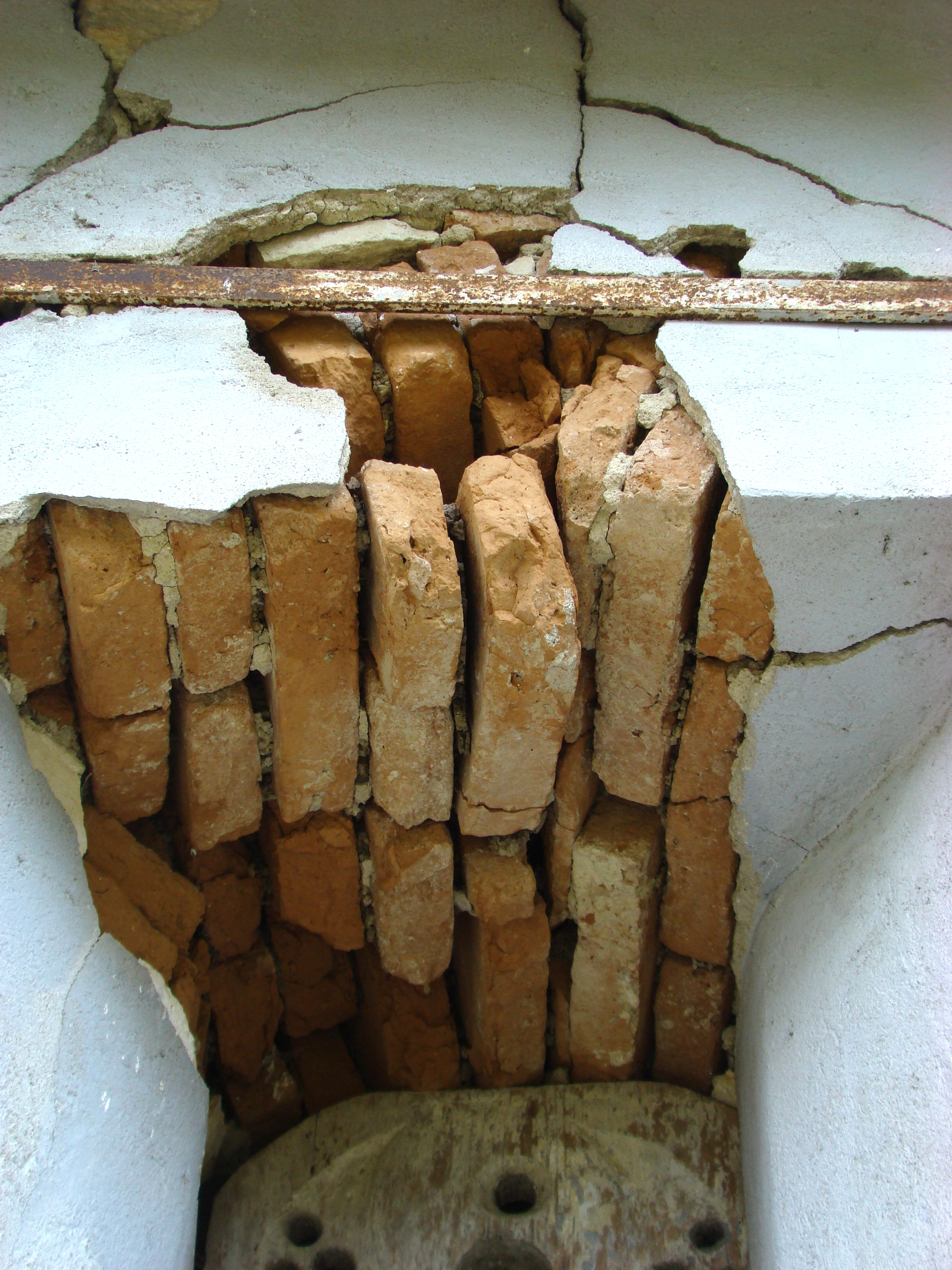
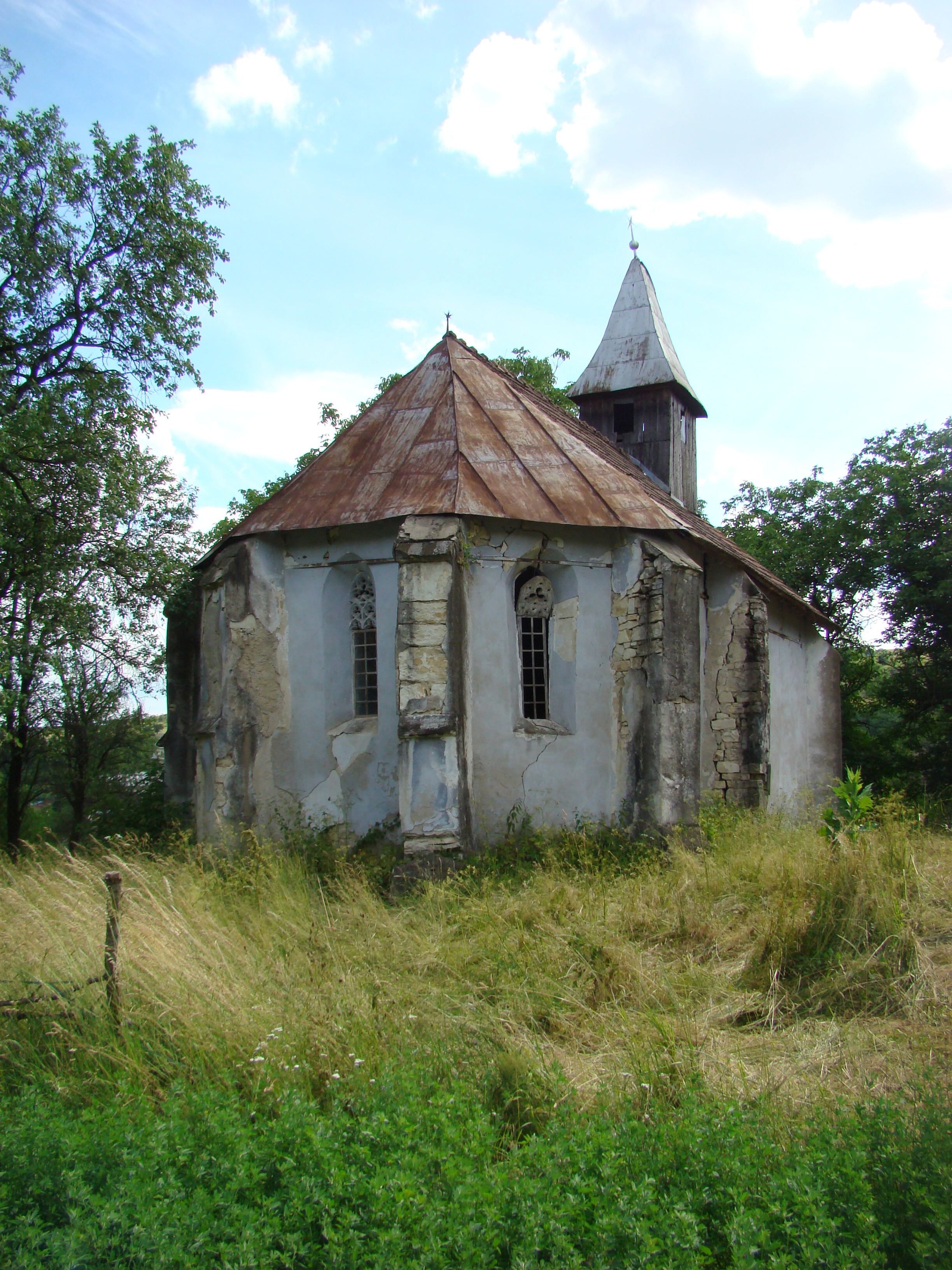
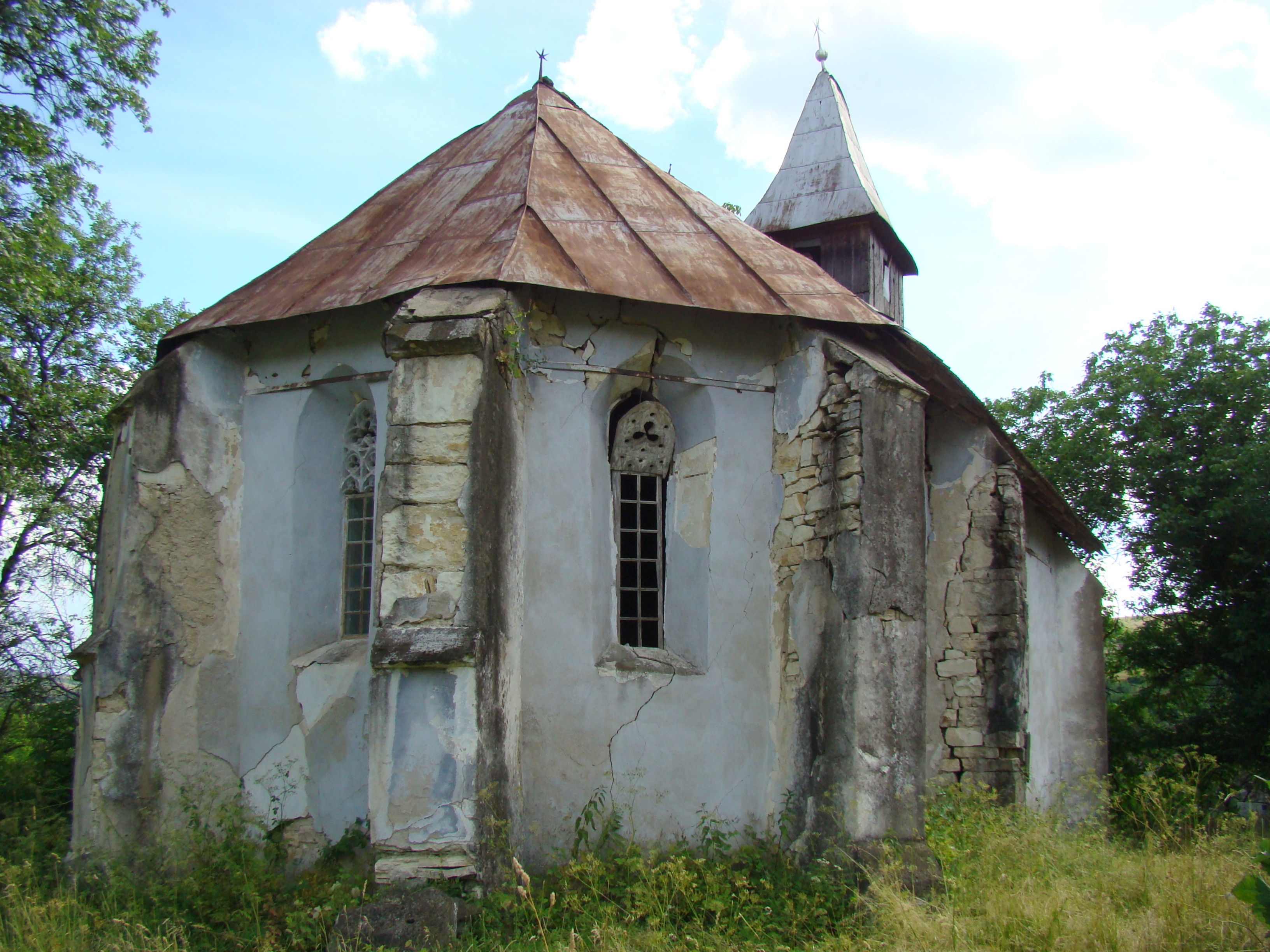
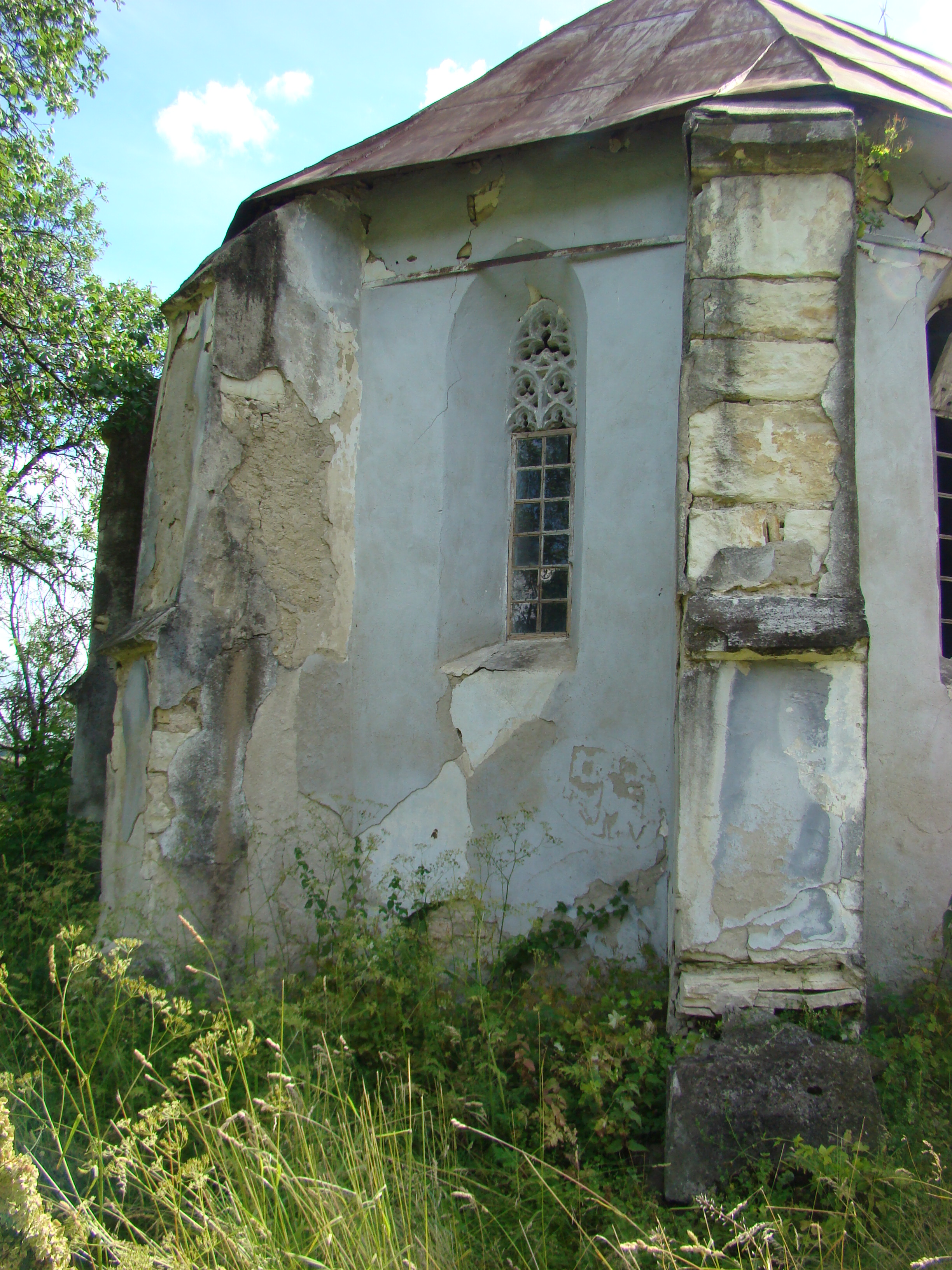
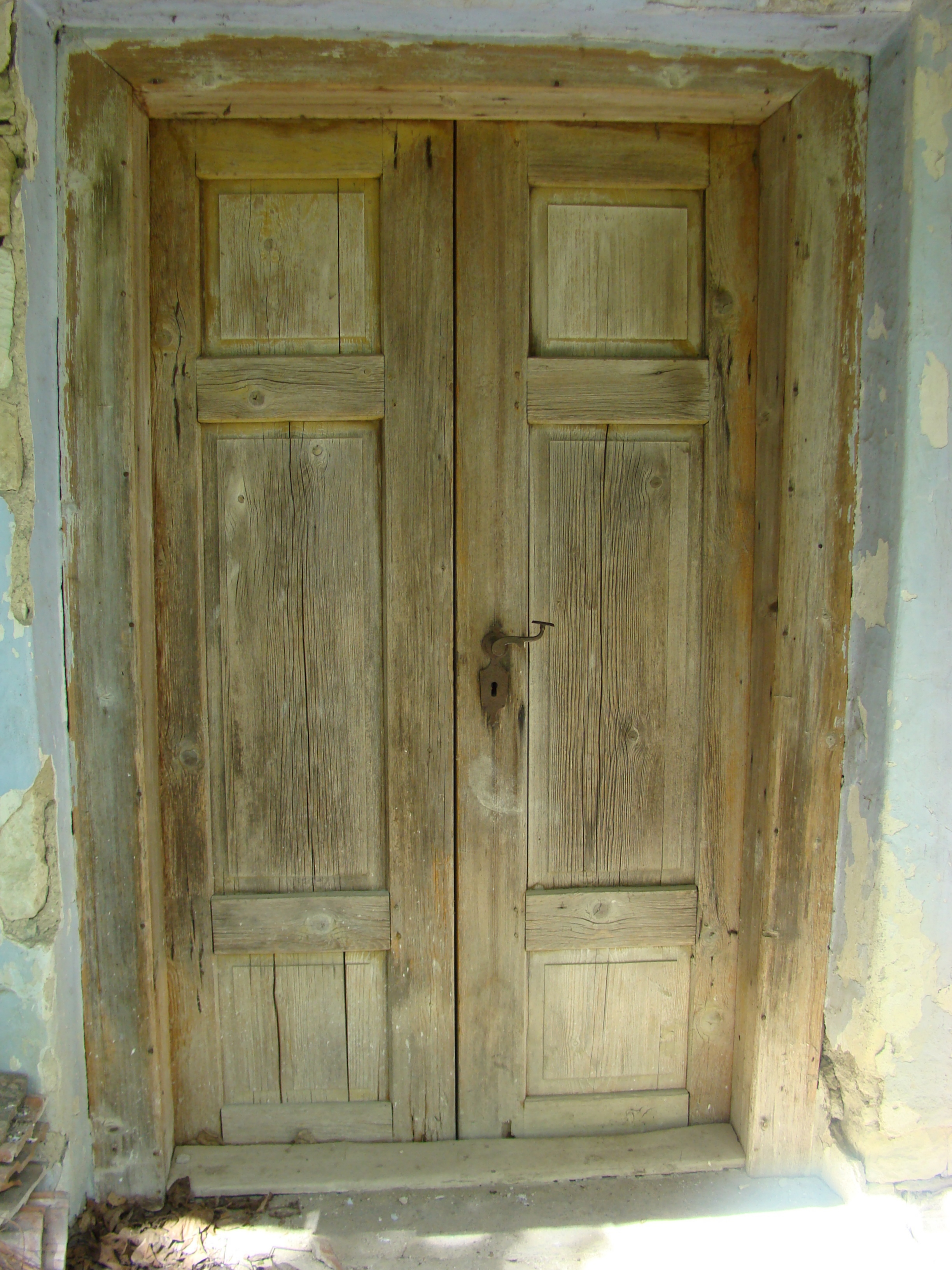
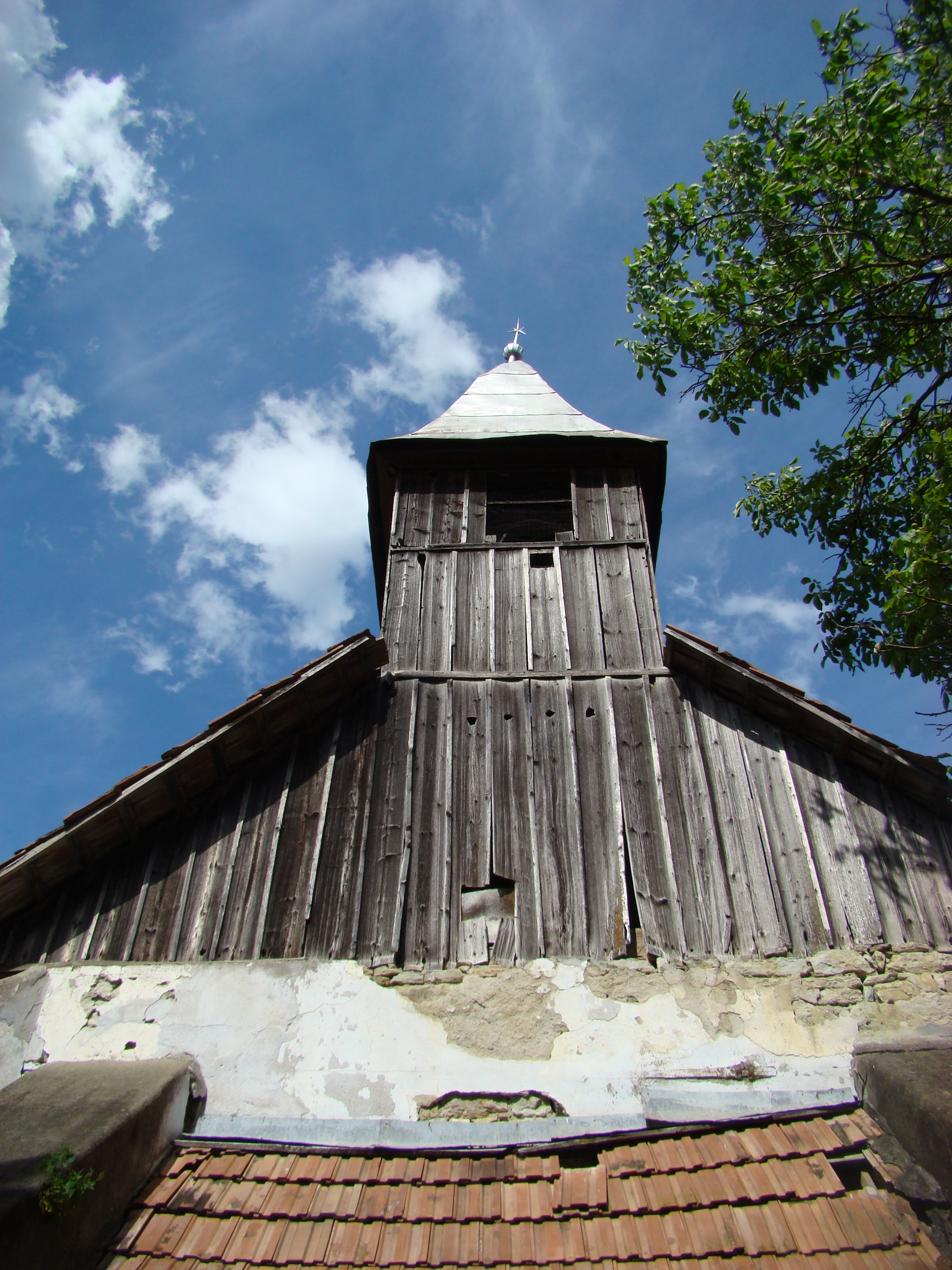
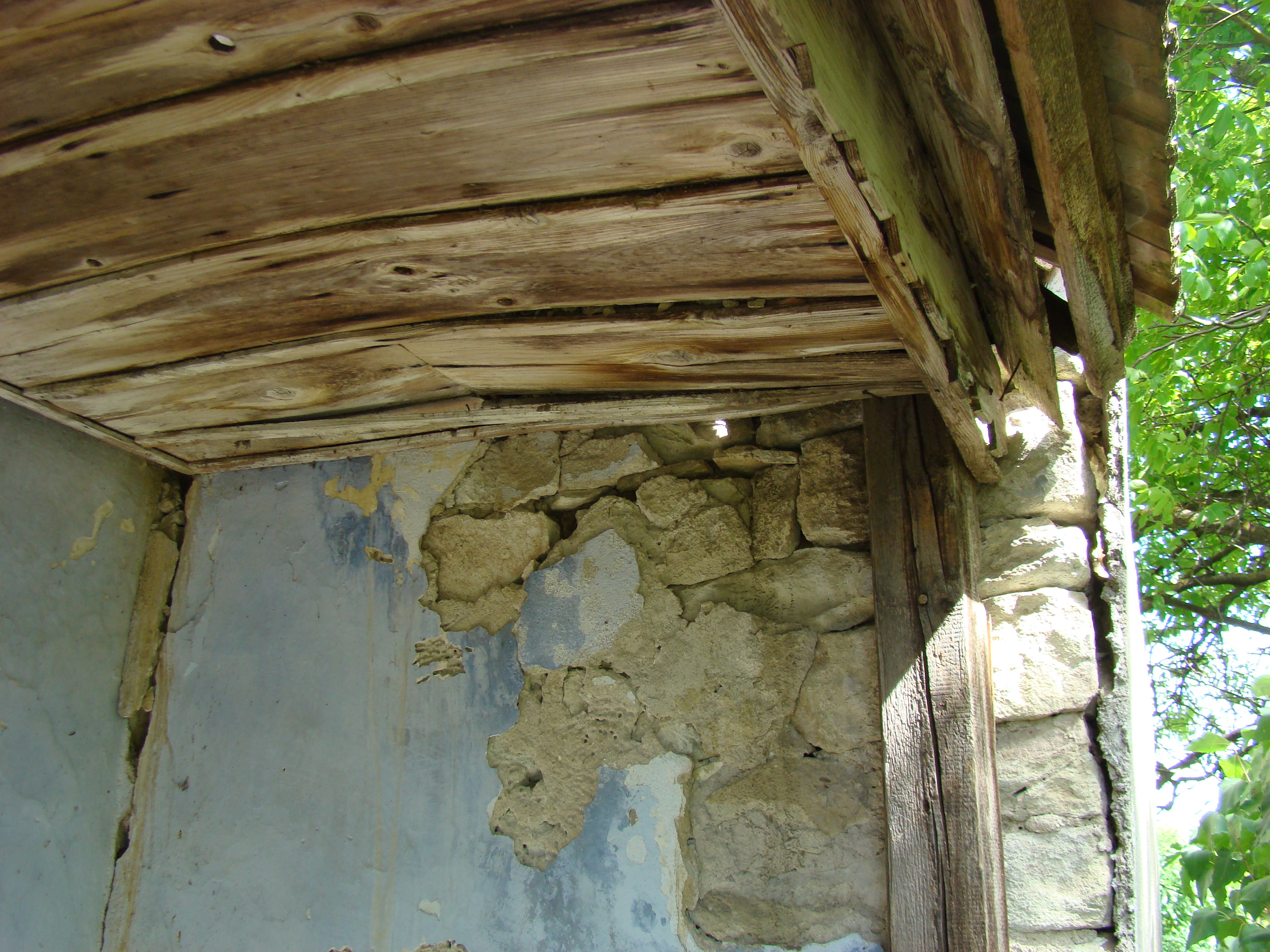
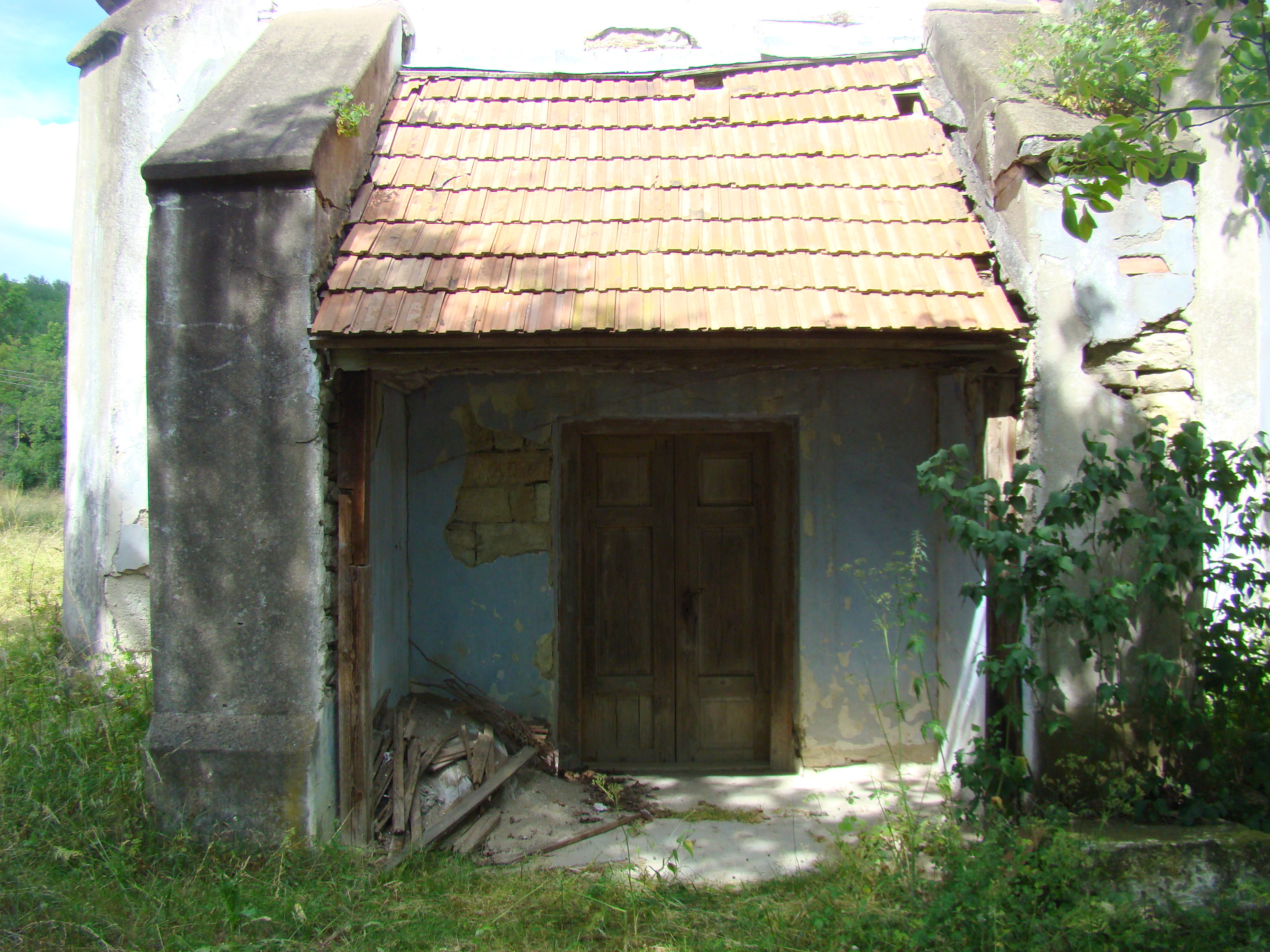
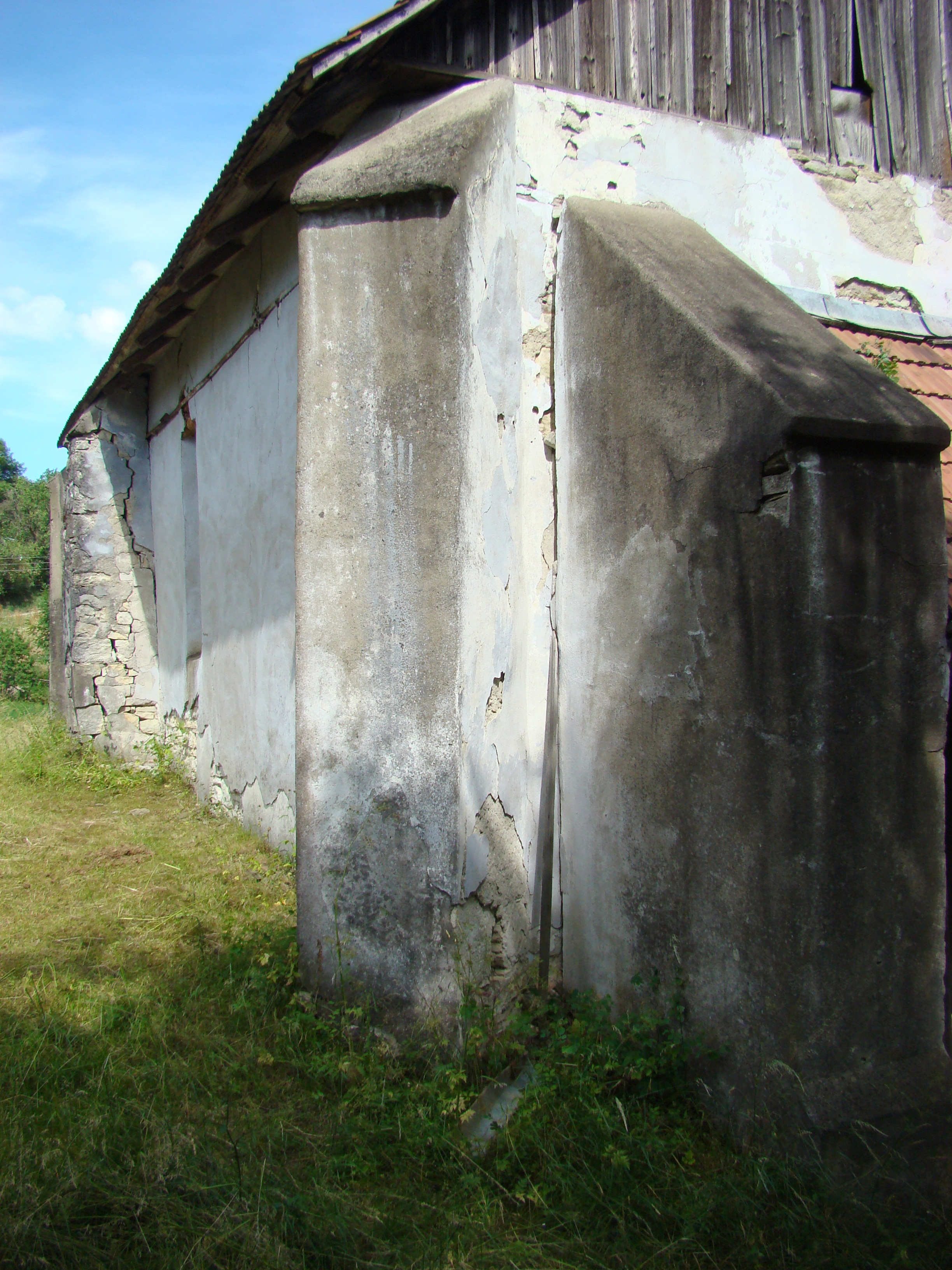
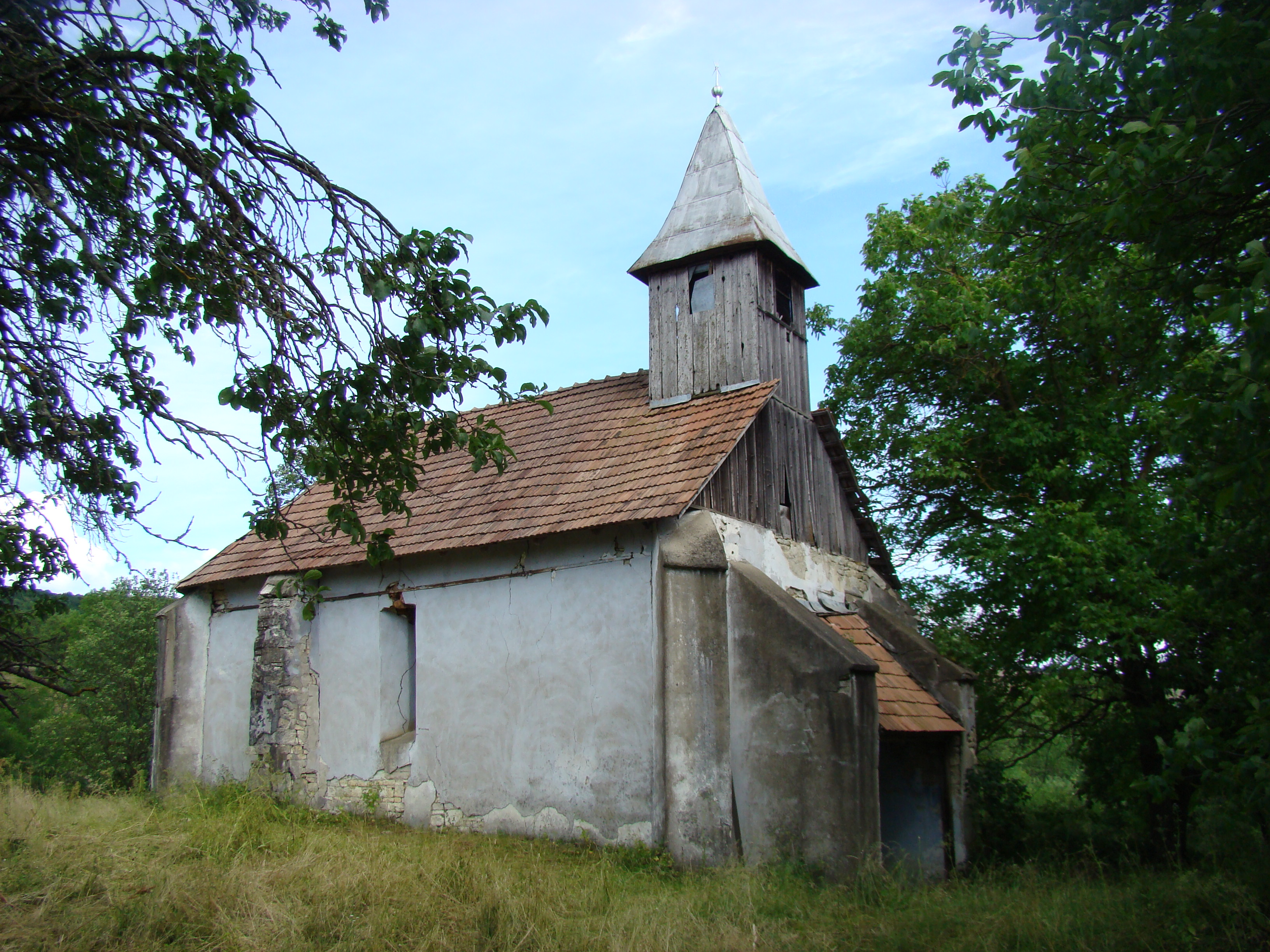
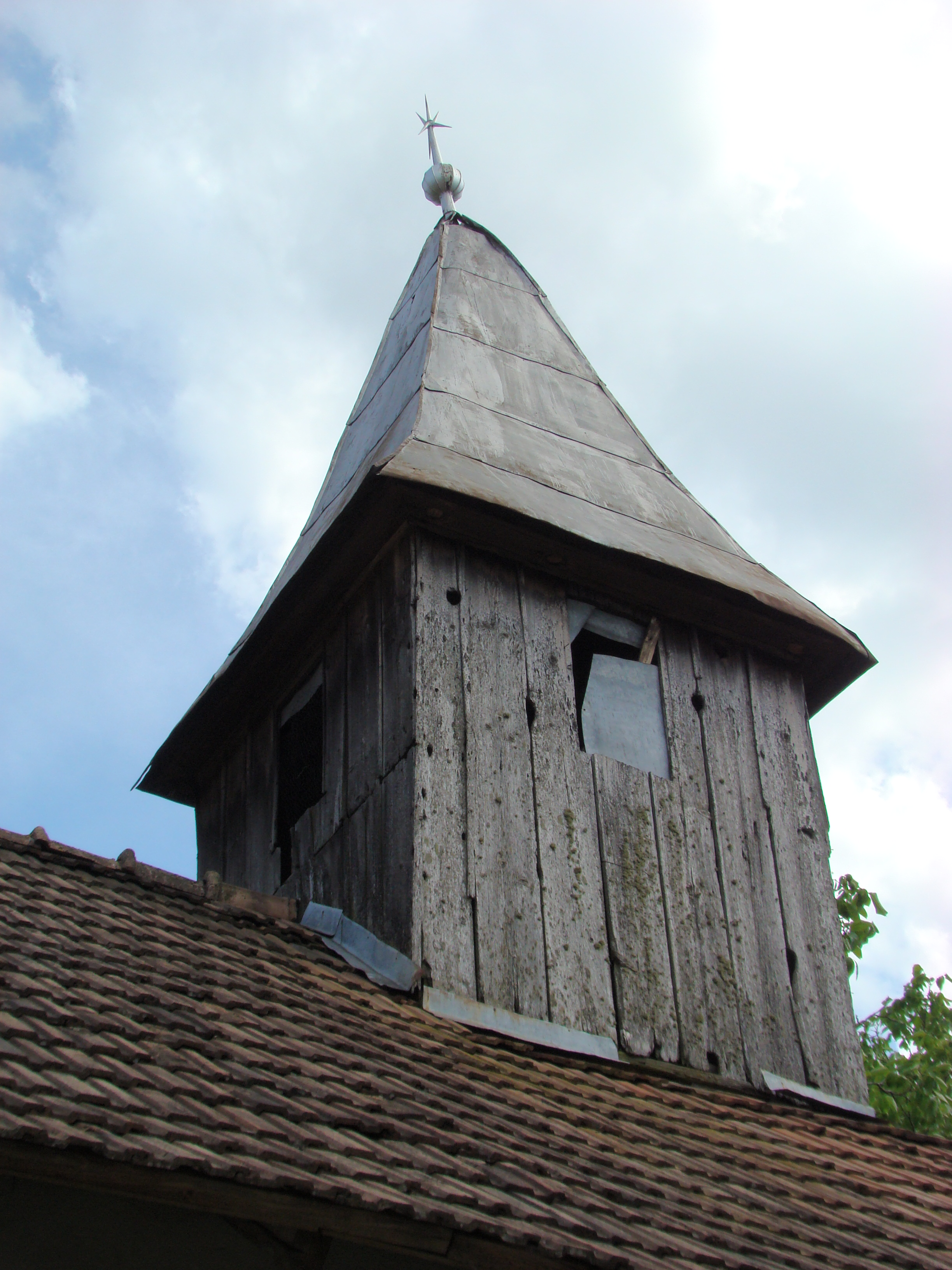
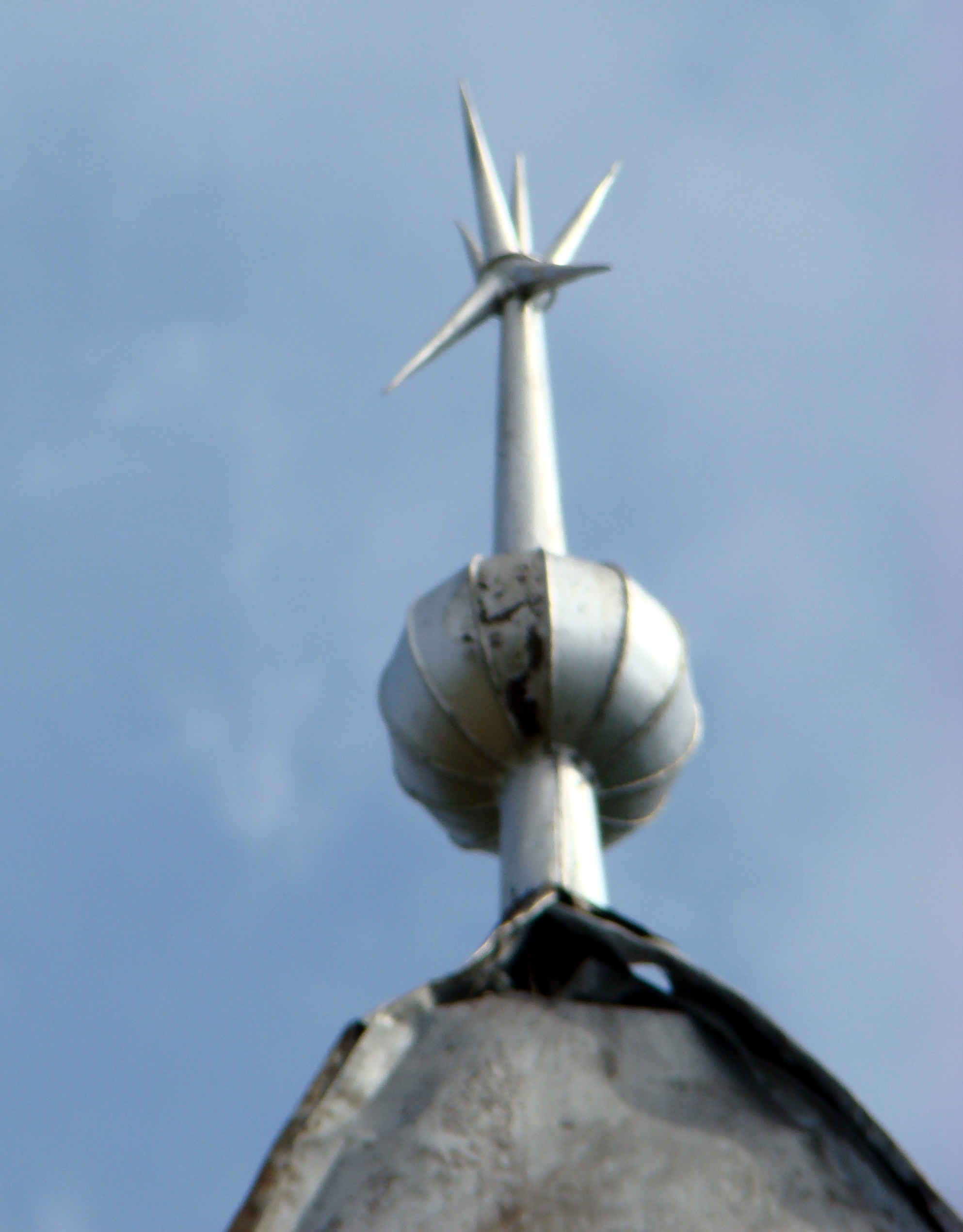
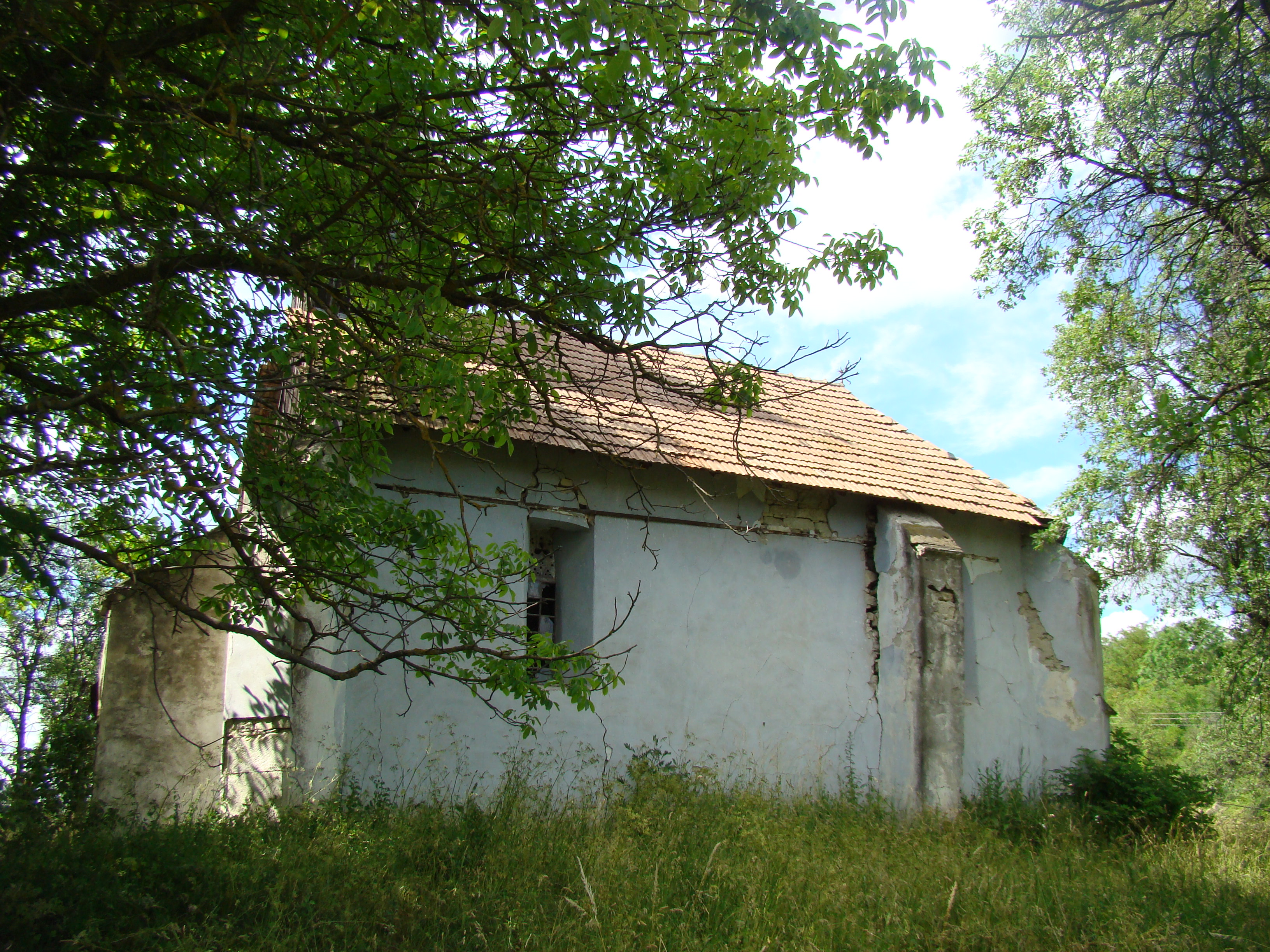
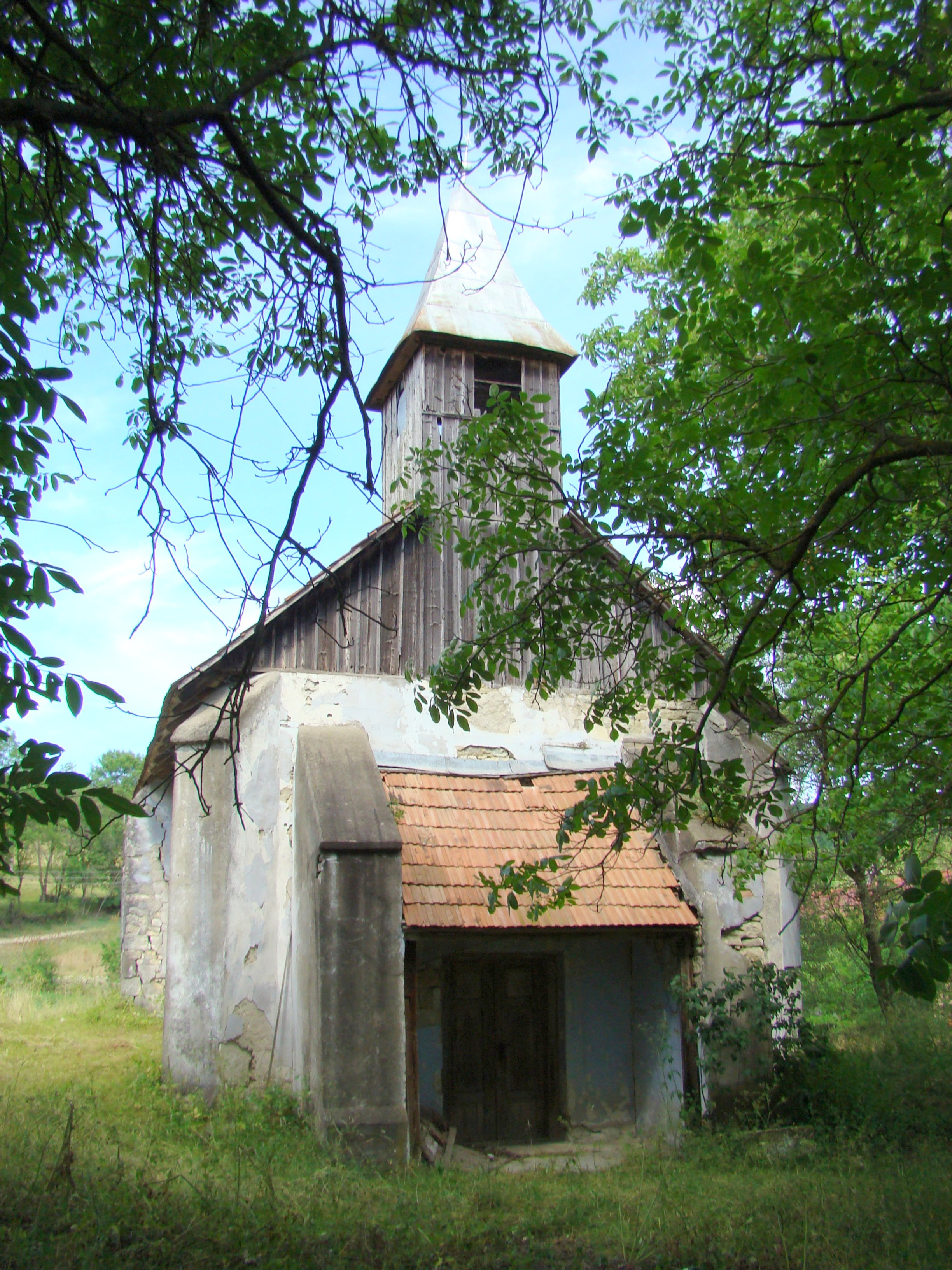
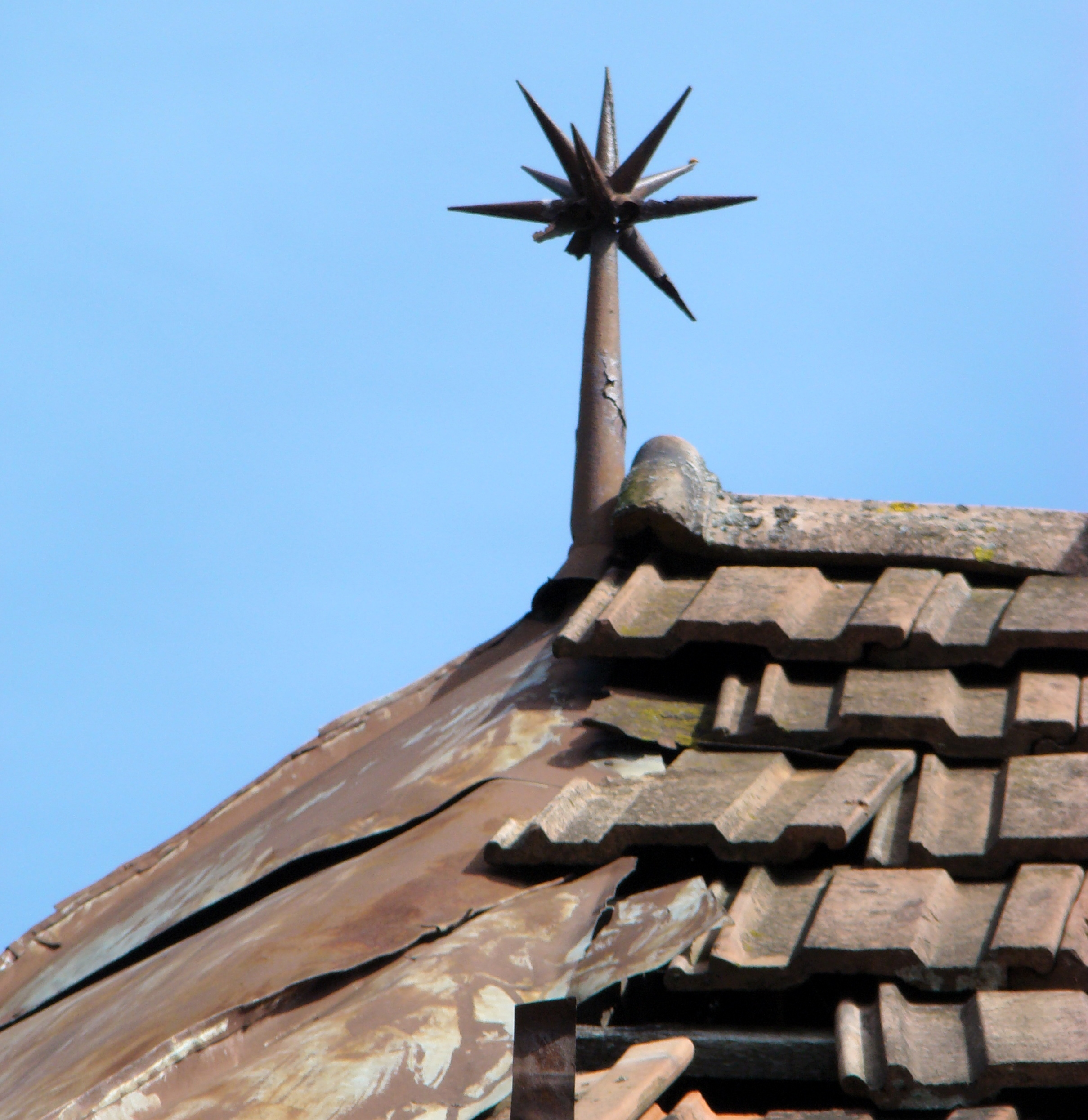
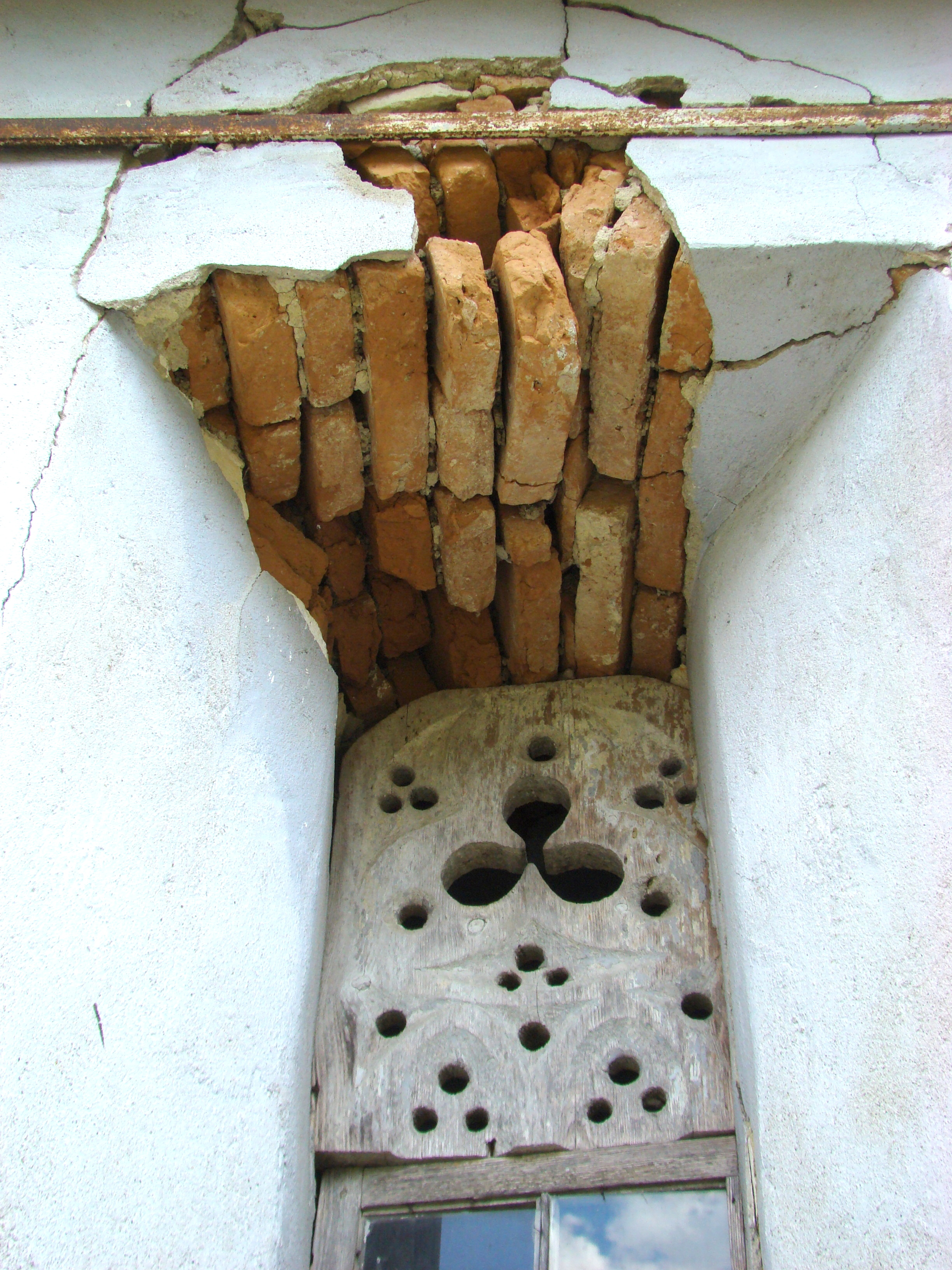
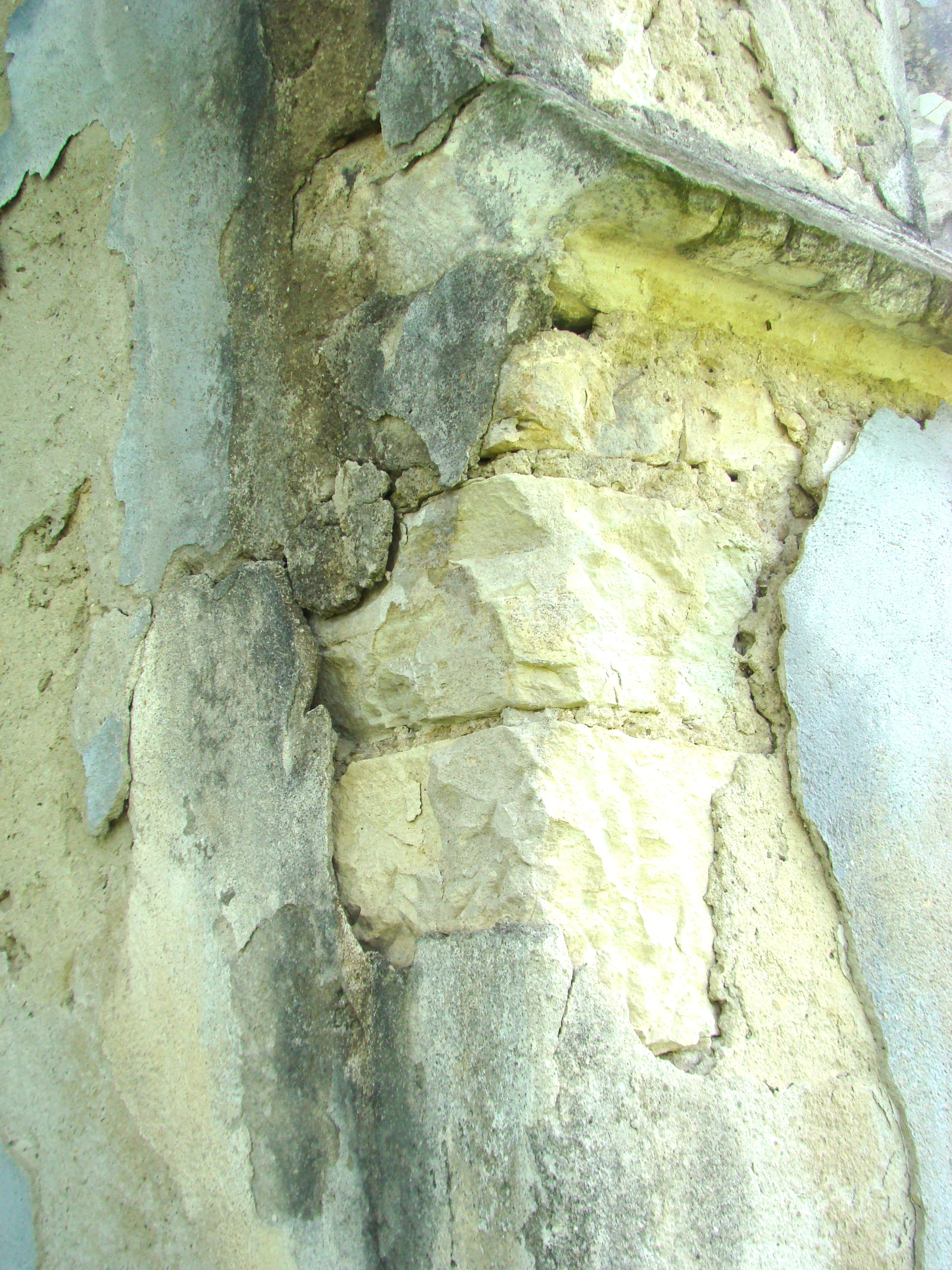
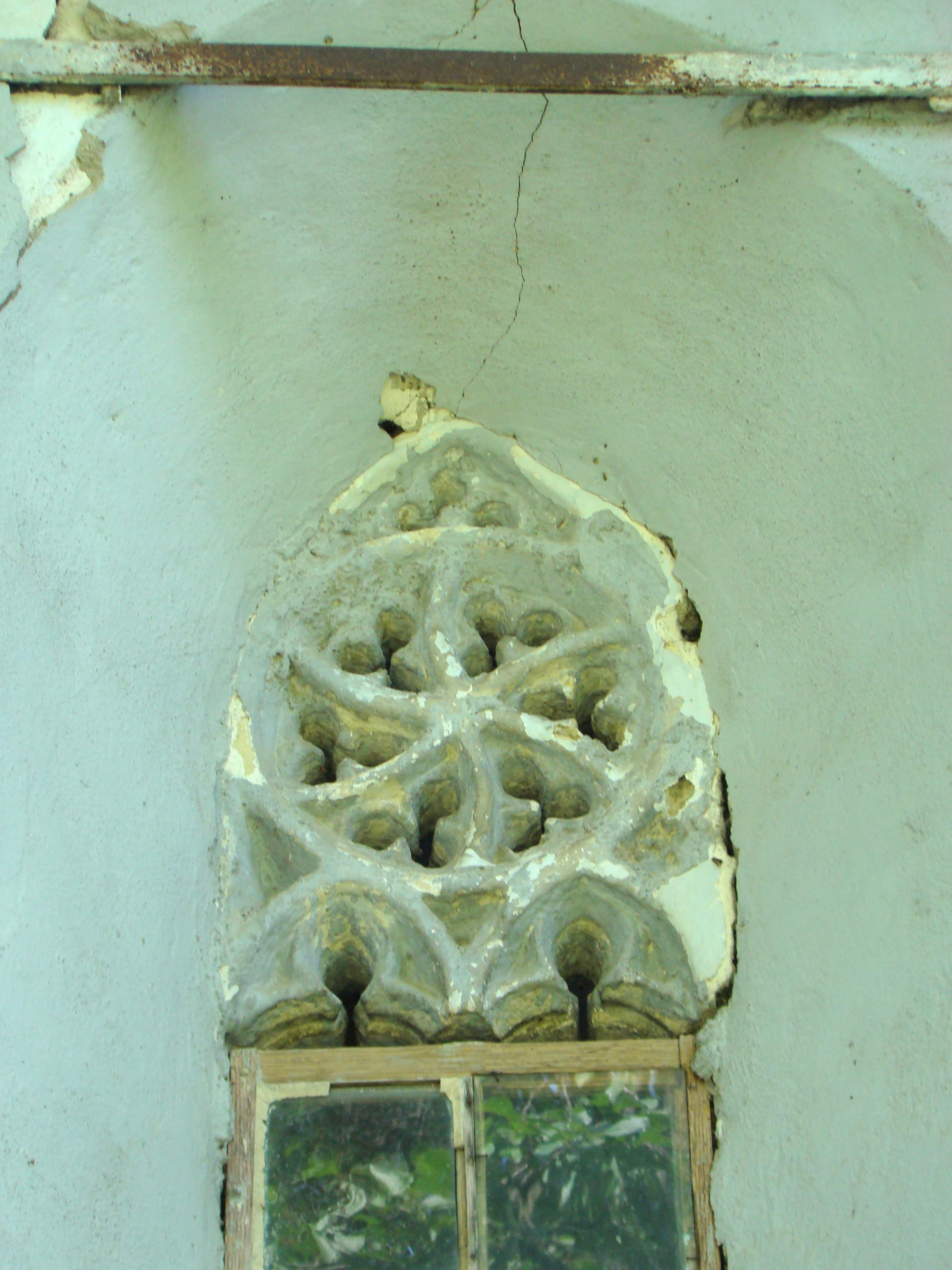

## Vezi și
- Aluniș, Cluj